# موزه قاجار
موزهٔ قاجار یکی از موزه‌های شهر تبریز است و در محل خانهٔ امیرنظام گروسی و در محلهٔ ششگلان (منطقهٔ ۱۰ شهرداری) تأسیس شده‌است. موزهٔ قاجار در سال ۱۳۸۵ خورشیدی پس از مرمت و بازسازی، به‌طور رسمی راه‌اندازی گردید. موزه این عمارت در طبقه اول قرار گرفته از این رو می توانید با پلکان های فلزی به این موزه زیبا دسترسی پیدا کنید . در طبقه اول ، هر تالار به بخش خاصی اختصاص یافته مانند تالار سکه و ... در این تالار ها آثار بسیاری همچون خاتم ، ابزار های فلزی ، ادوات موسیقی ، ظروف آبگینه ، ظروف چینی برای بازدید به نمایش گذاشته شده است . 
خانهٔ امیرنظام گروسی که در دورهٔ ناصرالدین‌شاه، در زمان پیشکاری امیرنظام گروسی و توسط وی ساخته شده‌است. این بنا در تاریخ ۳۱ تیر ۱۳۷۵ توسط سازمان میراث فرهنگی، صنایع دستی و گردشگری خریداری شد و با شمارهٔ ۱۷۴۹ در فهرست آثار ملی ایران ثبت گردید.
پس از مرمت و بازسازی بنا با حفظ ویژگی‌های معماری و شاخص‌های سنتی بنا به عنوان موزه قاجار مورد استفاده قرار گرفت. این موزه در نزدیکی مقبرةالشعرا تبریز که مدفن بیش از ۴۰۰ شاعر نامی ایرانی از جمله شهریار، قطران تبریزی، اسدی توسی، ظهیرالدین فاریابی و خاقانی شروانی است، قرار دارد.

## ویژگی‌های معماری
عمارت امیرنظام در دو طبقه و با زیربنای ۱۵۰۰ مترمربع ساخته شده‌است. ساختمان مشتمل بر دو حیاط اندرونی و بیرونی و دارای باغچه‌ها و حوض‌هایی است. ۱۶ ستون با سرستون‌های مربوطه، ایوان سراسری را نگه داشته‌اند. در طبقهٔ بالا پنجره‌های مشبک ارسی با شیشه‌های رنگی، گچبری‌های نمای شمالی و جنوبی، و همچنین آینه‌کاری‌ها و گچبری‌های تالارهای داخلی و طنبی‌ها به چشم می‌خورند و در زیرزمین حوض‌خانه وسیعی وجود دارد که یکی از قسمت‌های جالب بنا است. ستون‌های استوار حوضخانه و آجرکاری سقف آن نیز قابل توجه است.

## تالارهای موزه

### طبقه اول
- تالار سکه
- تالار بافته
- تالار چینی
- تالار آبگینه
- تالار فلزات
- تالار موسیقی
- تالار خاتم

### زیرزمین
- تالار سنگ
- تالار اسلحه
- تالار رجال و فرامین
- تالار معماری و شهرسازی
- تالار قفل
- تالار فانوس

## نگارخانه

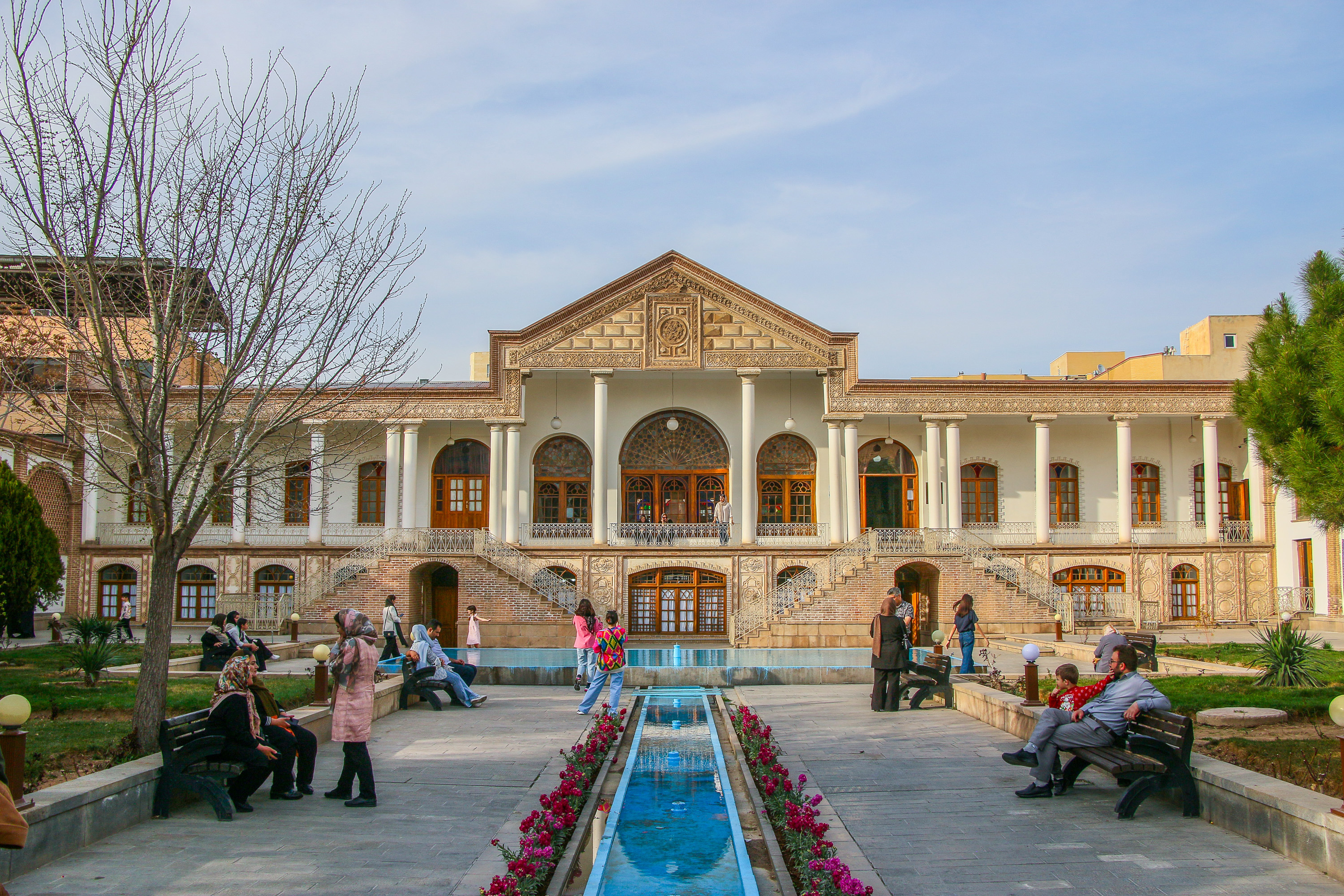
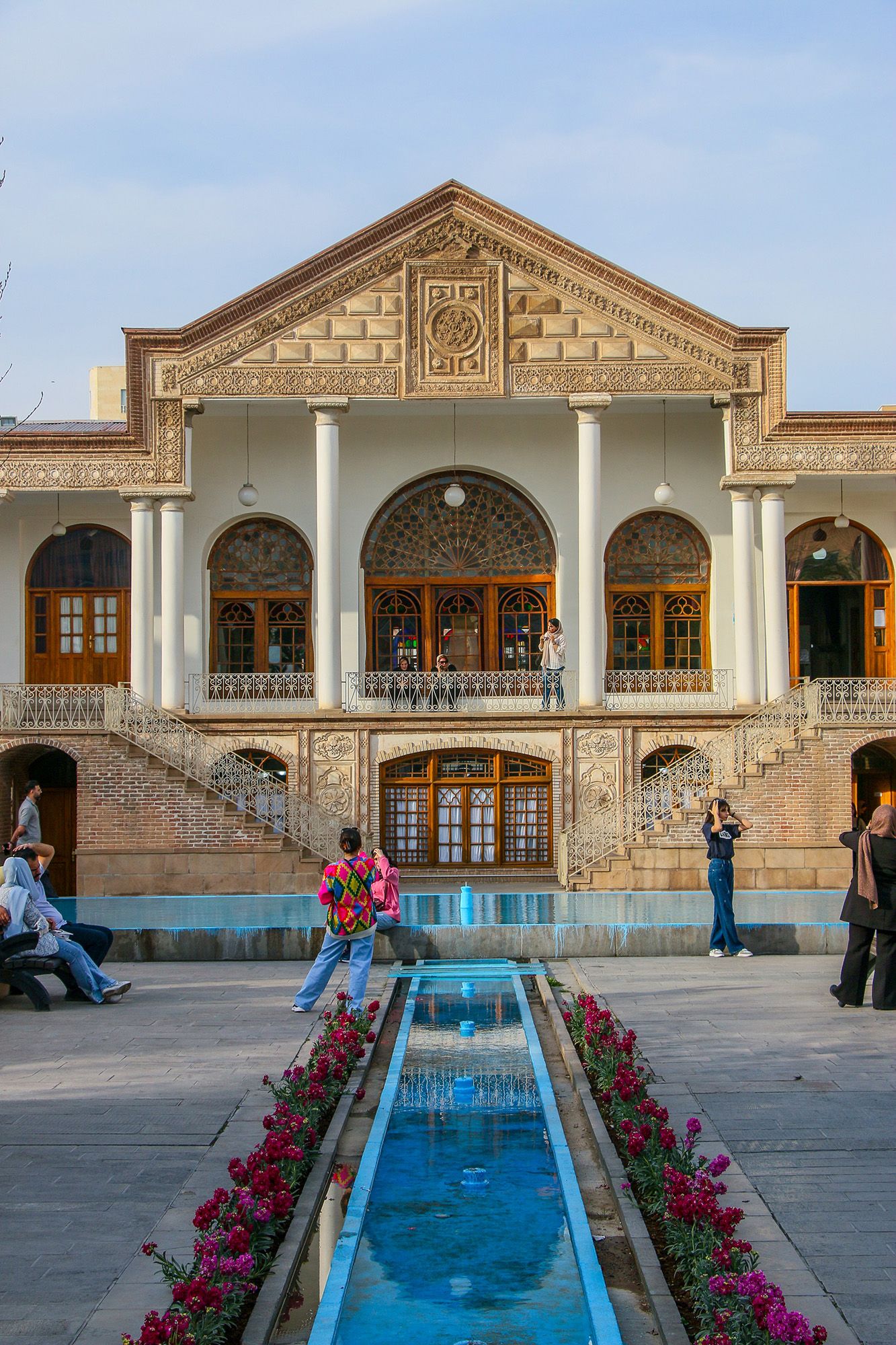
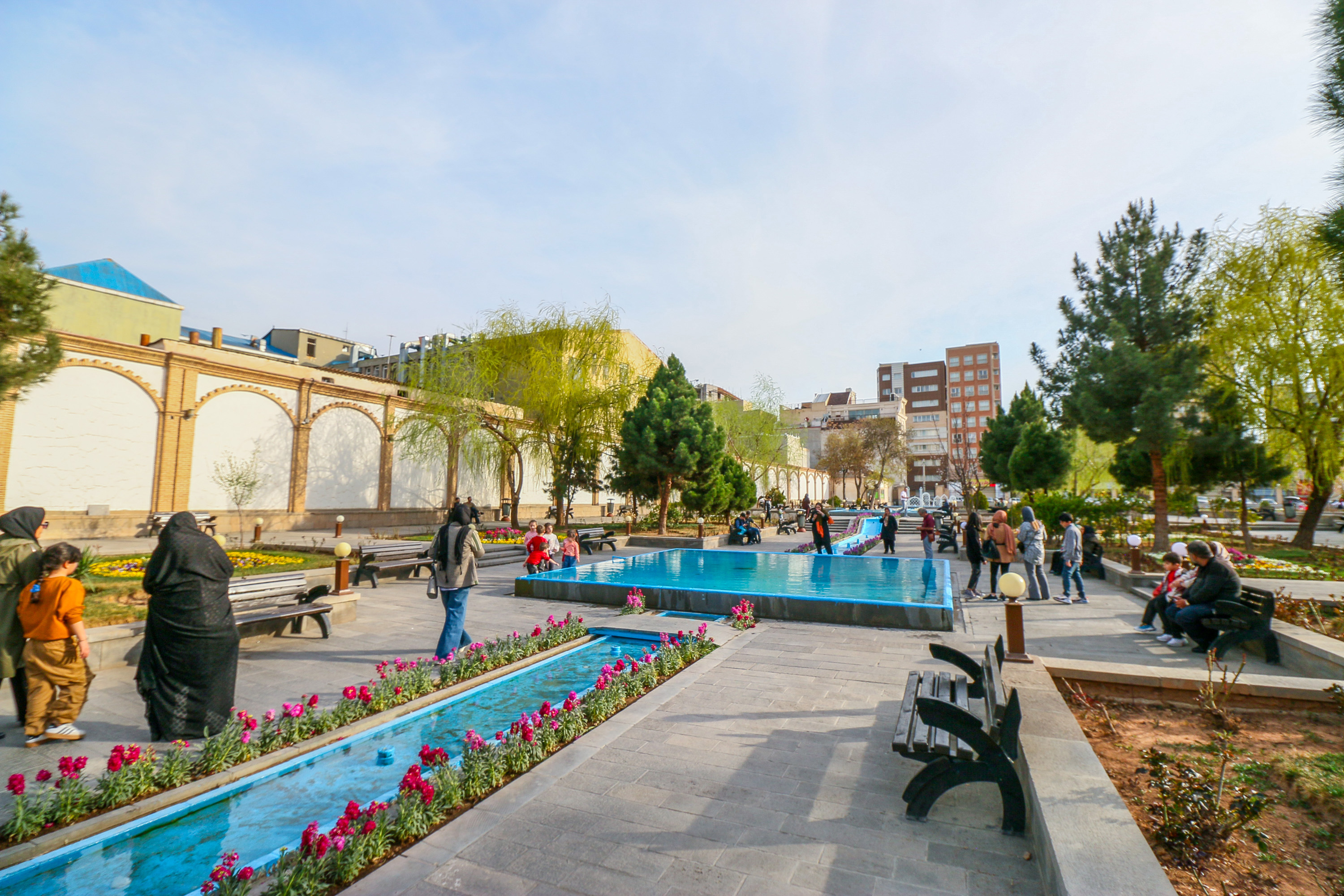
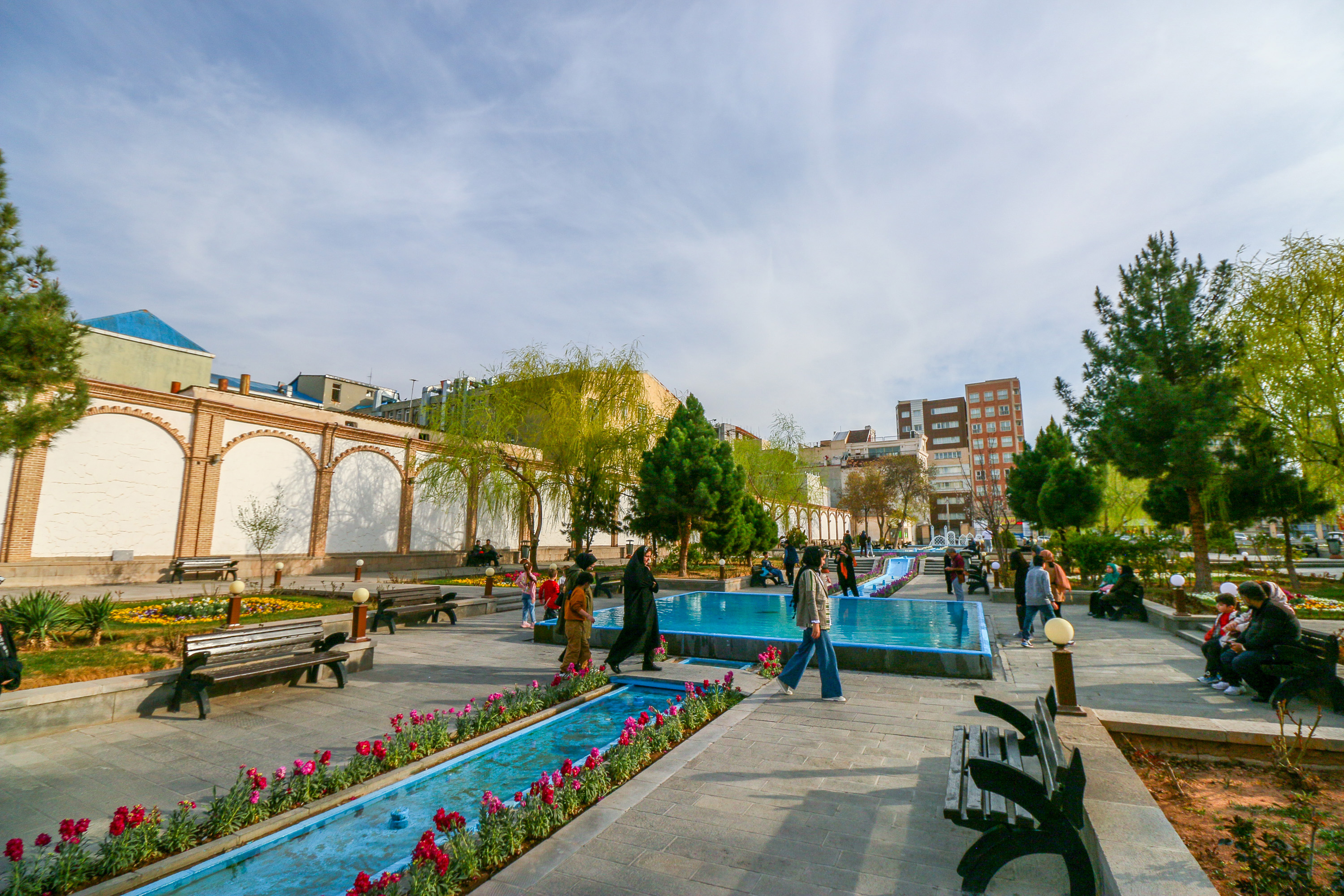
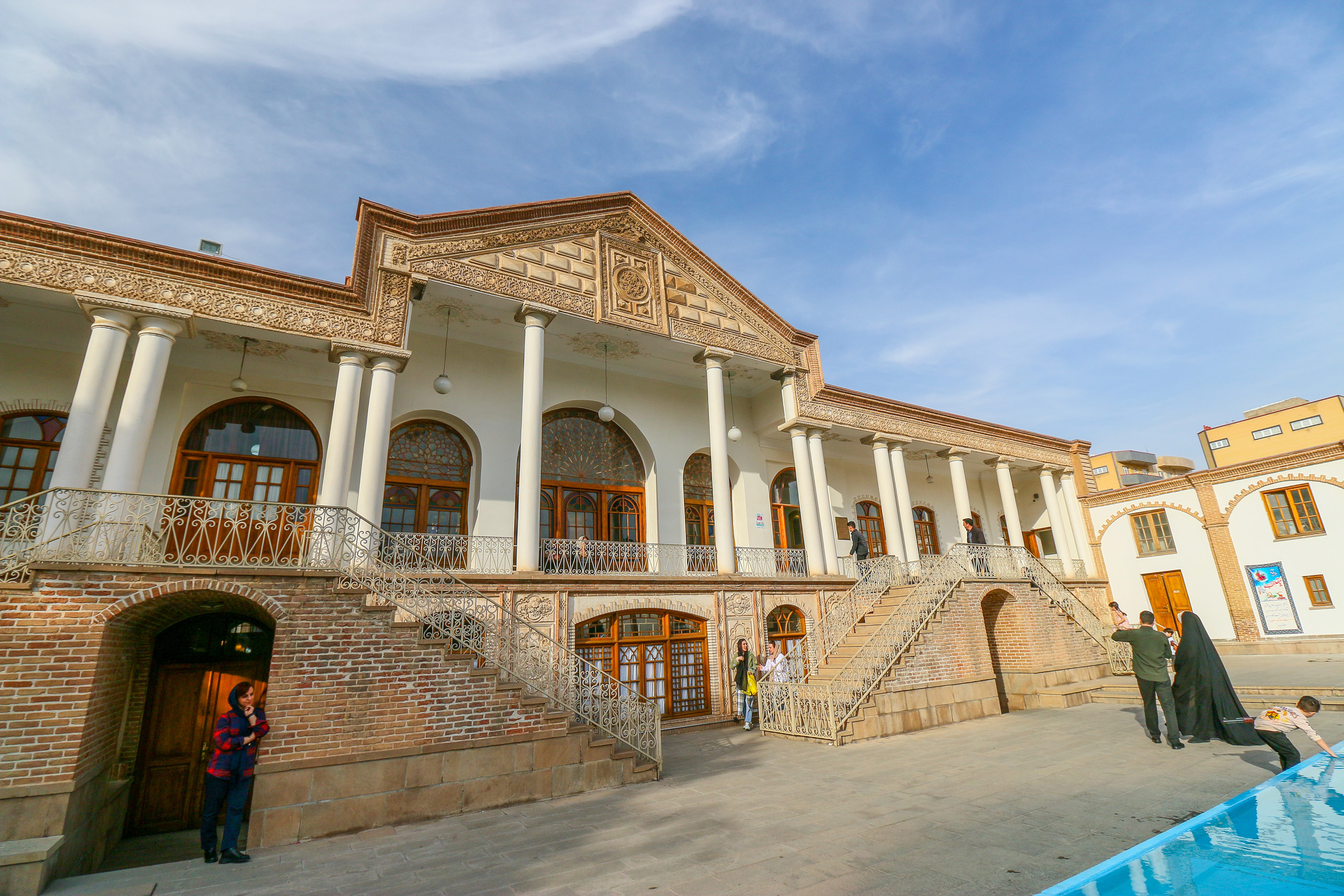
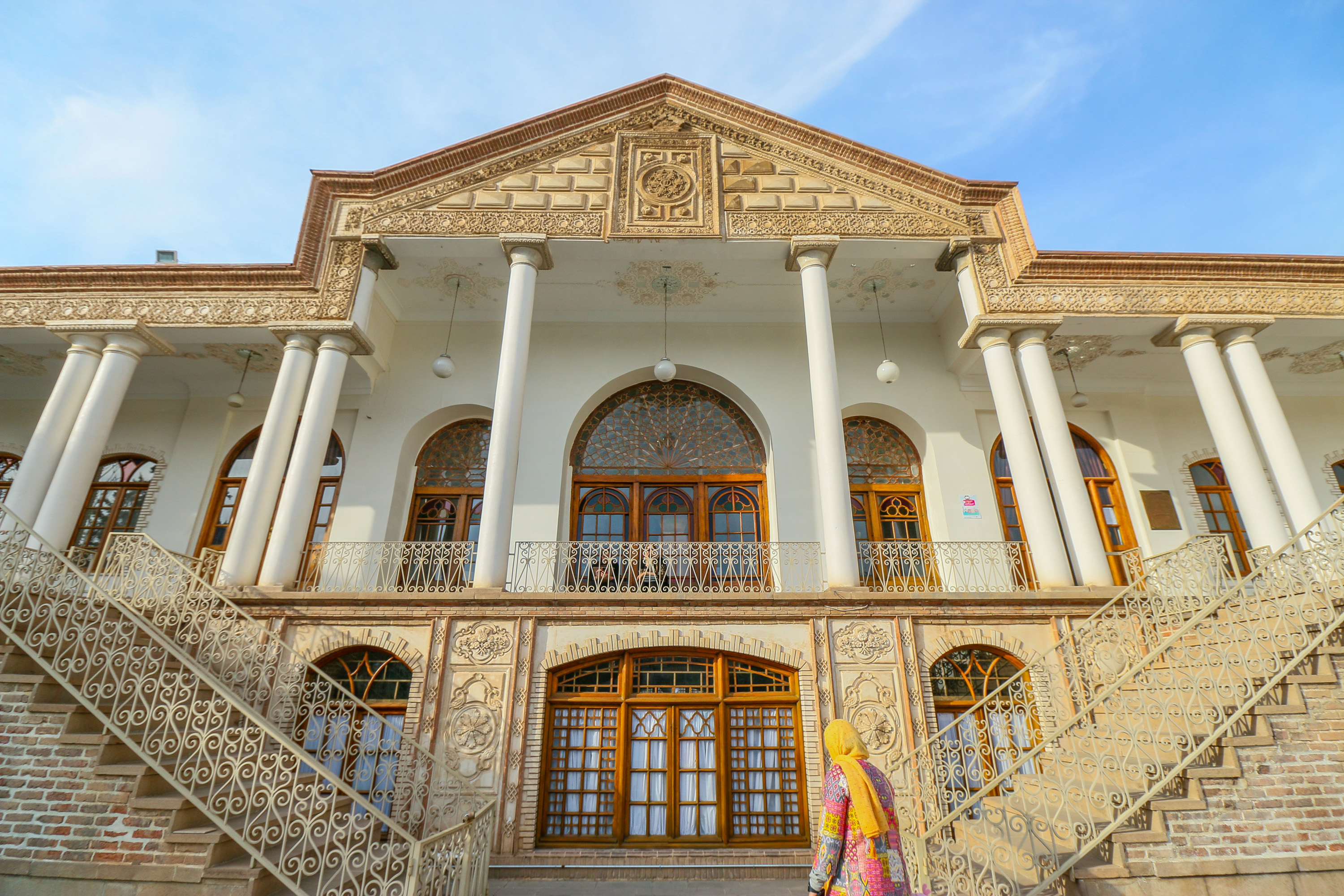
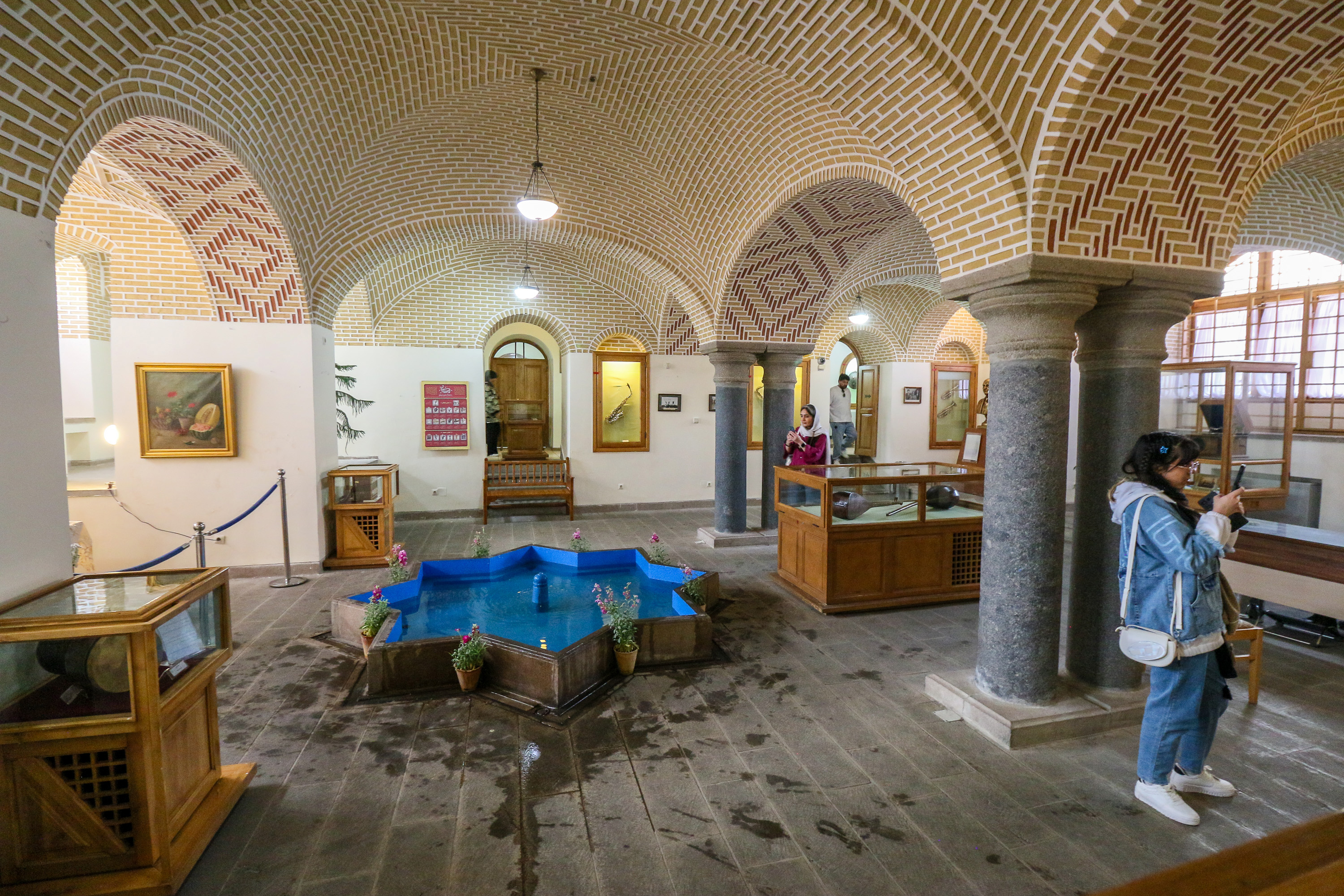
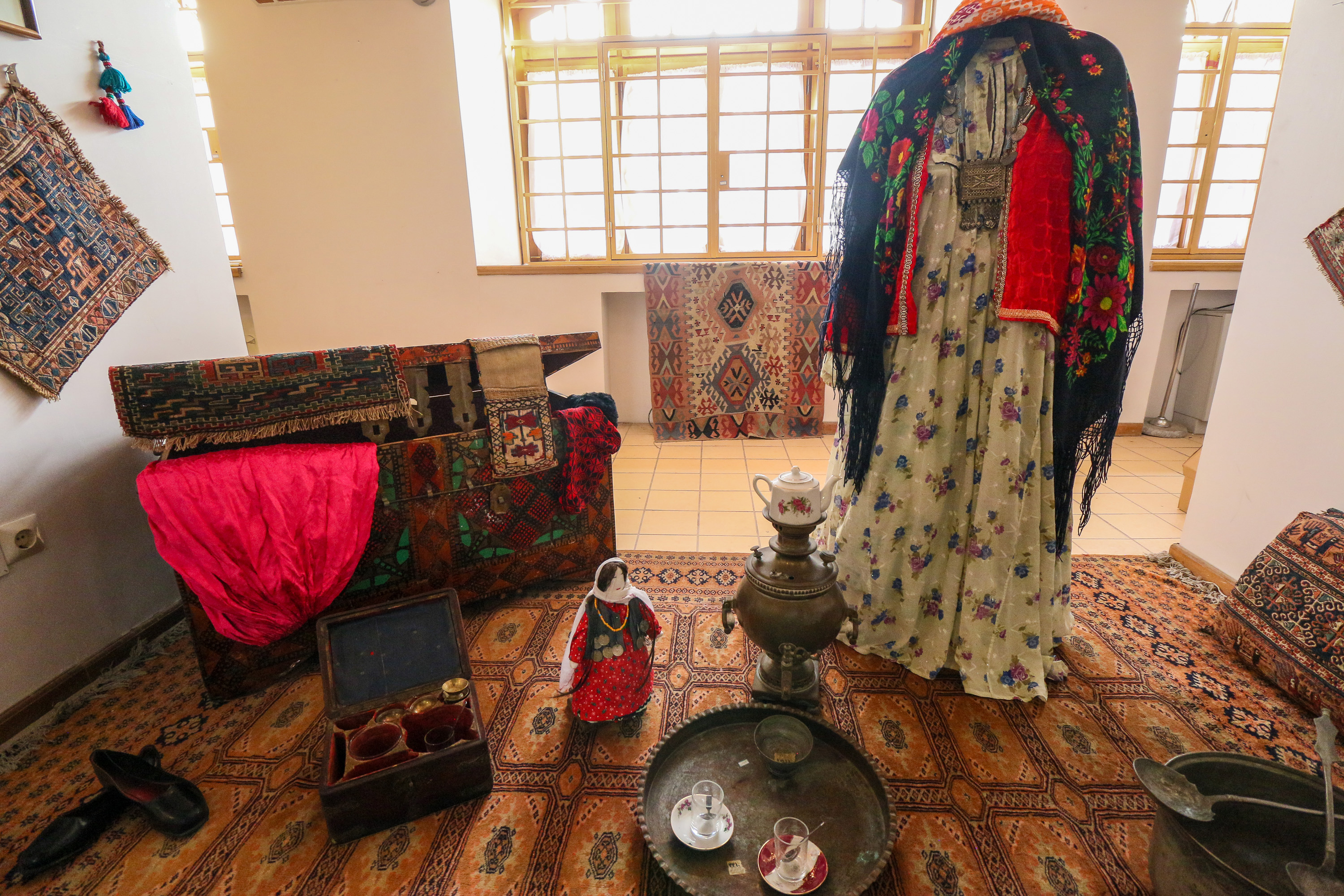
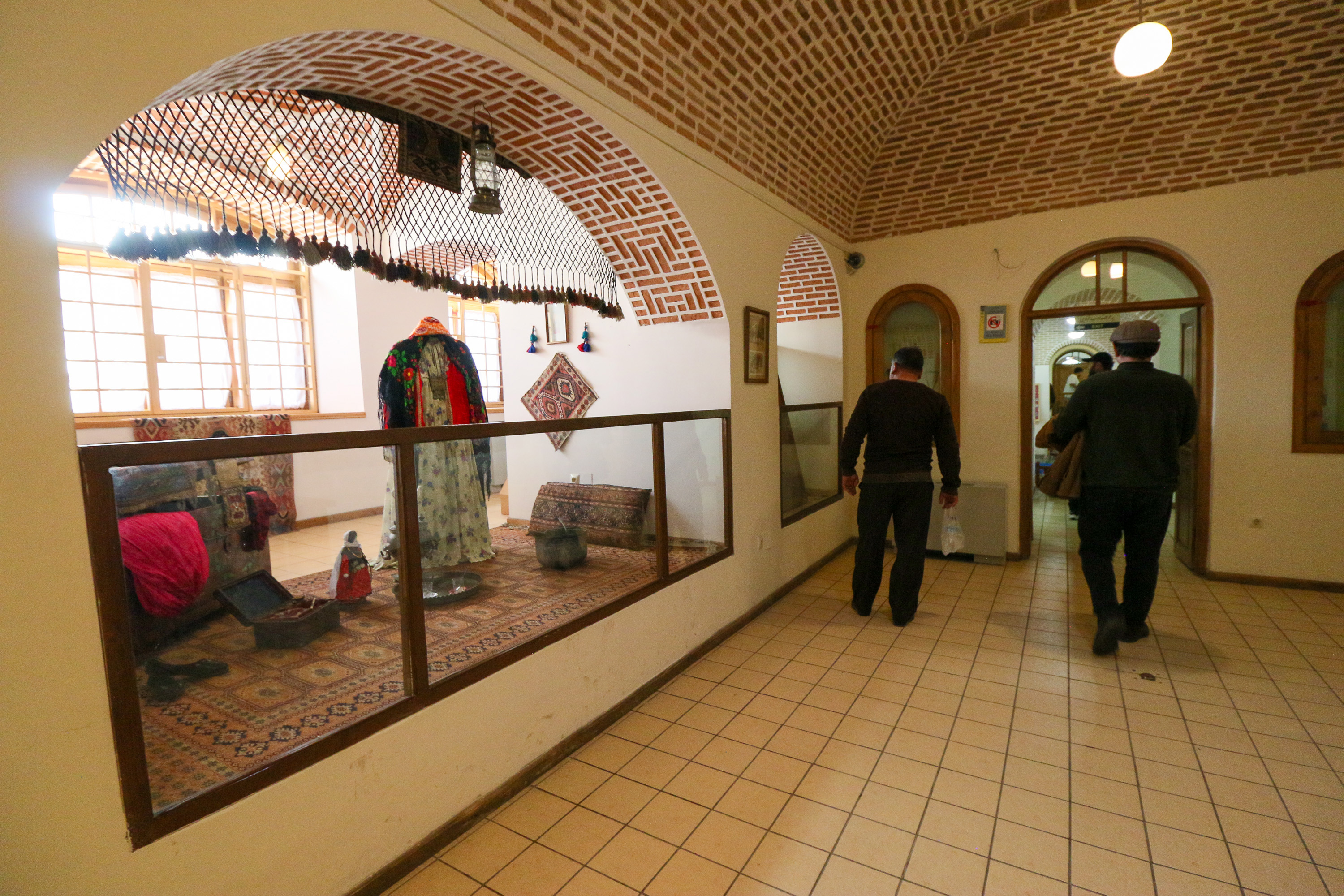
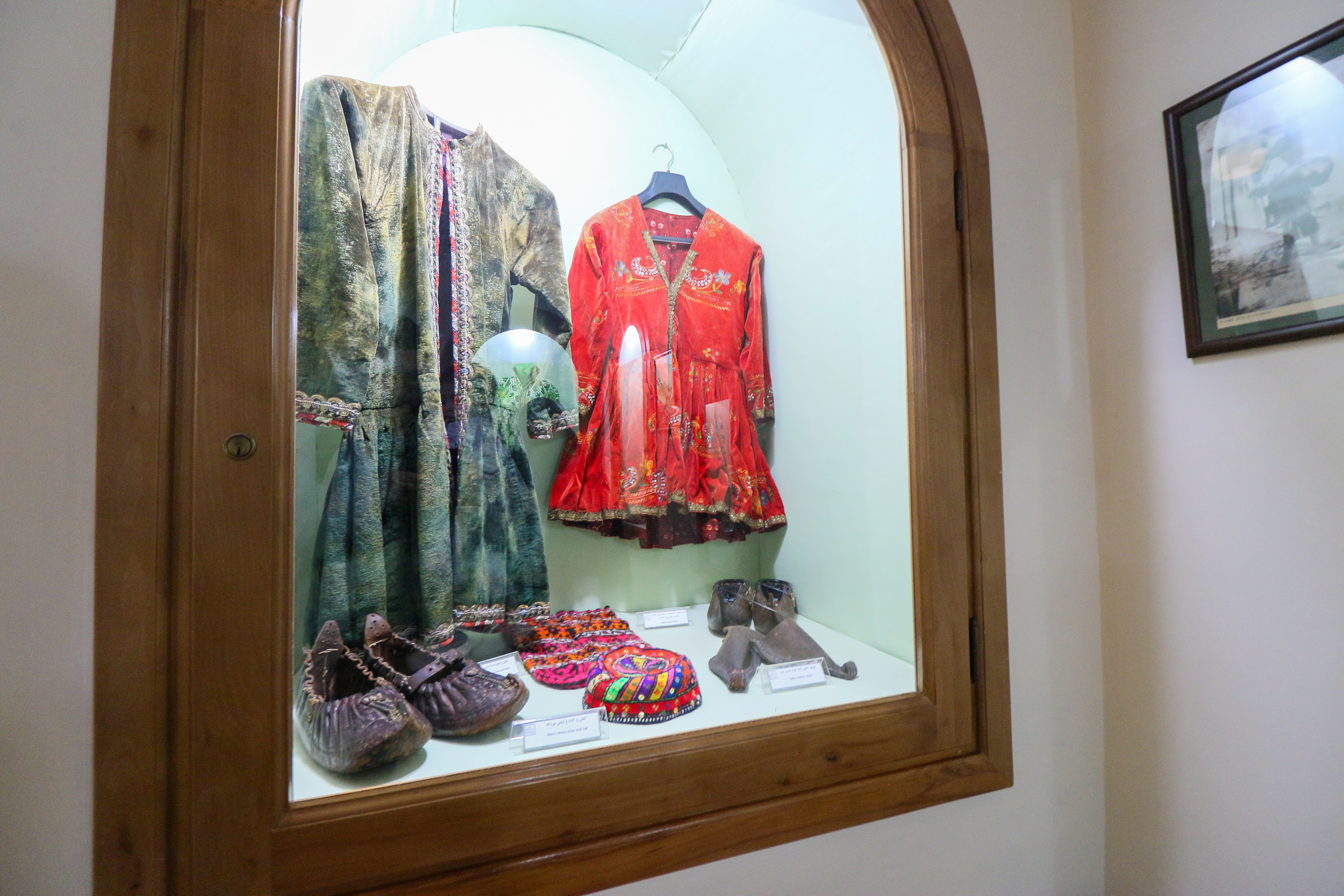
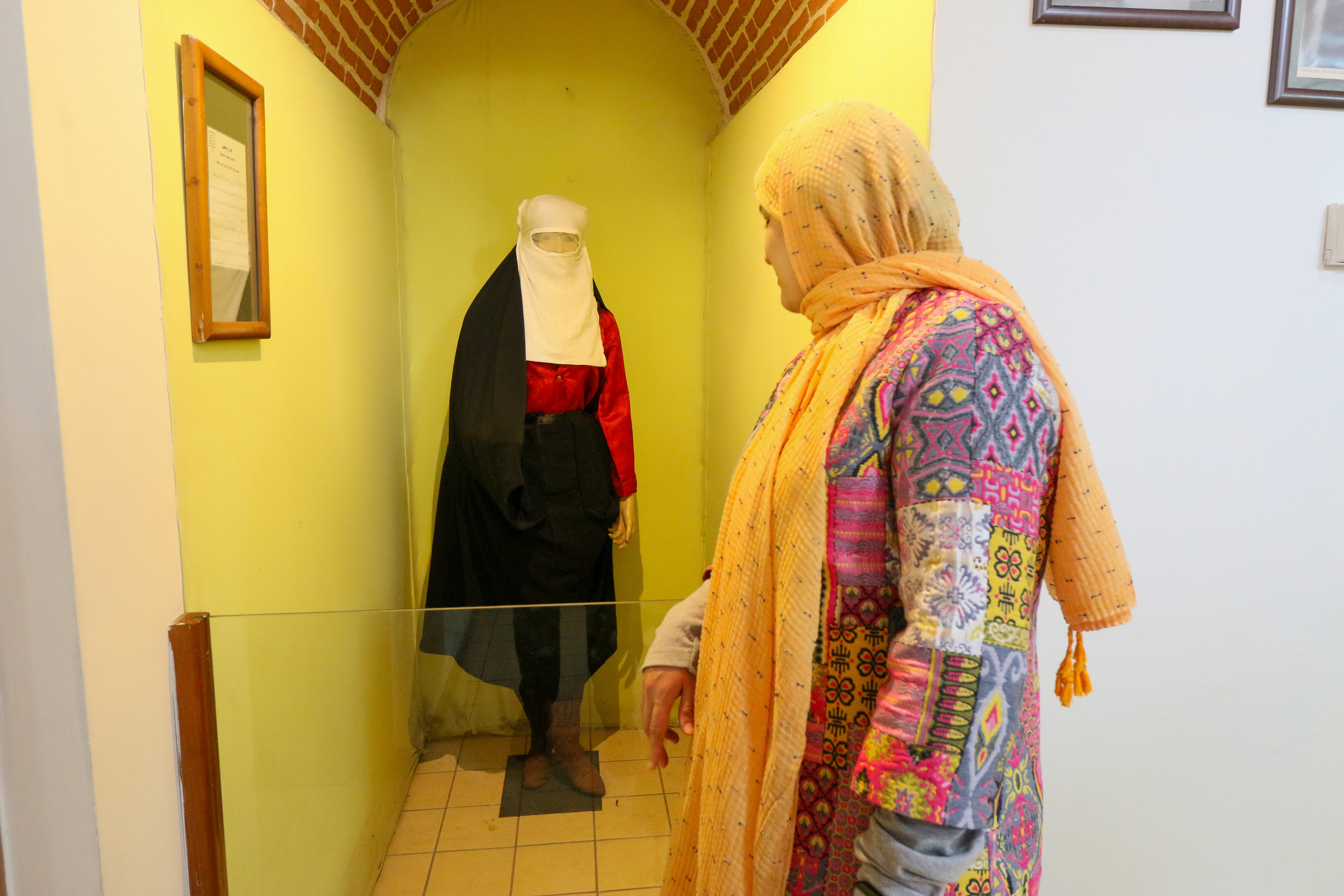
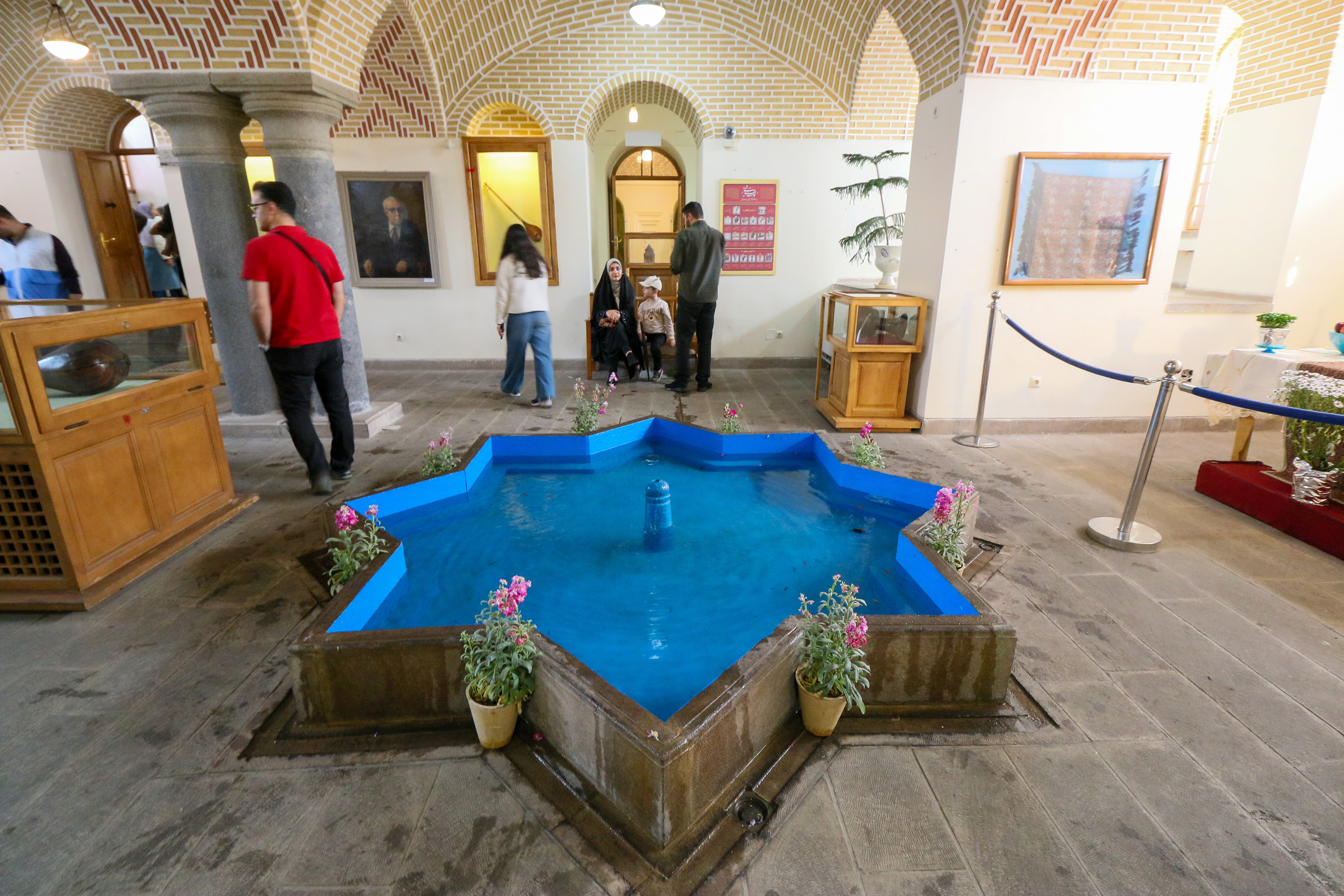
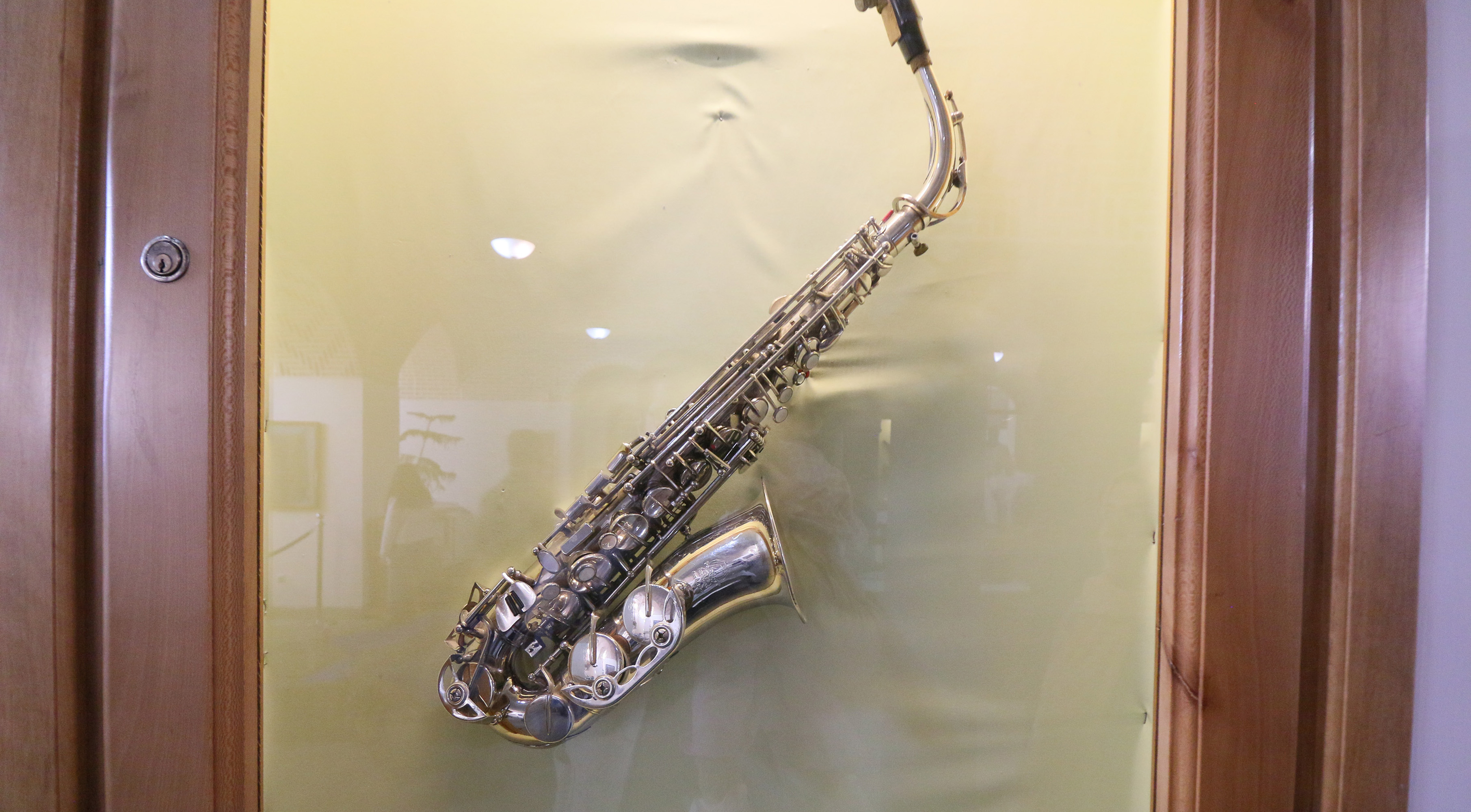
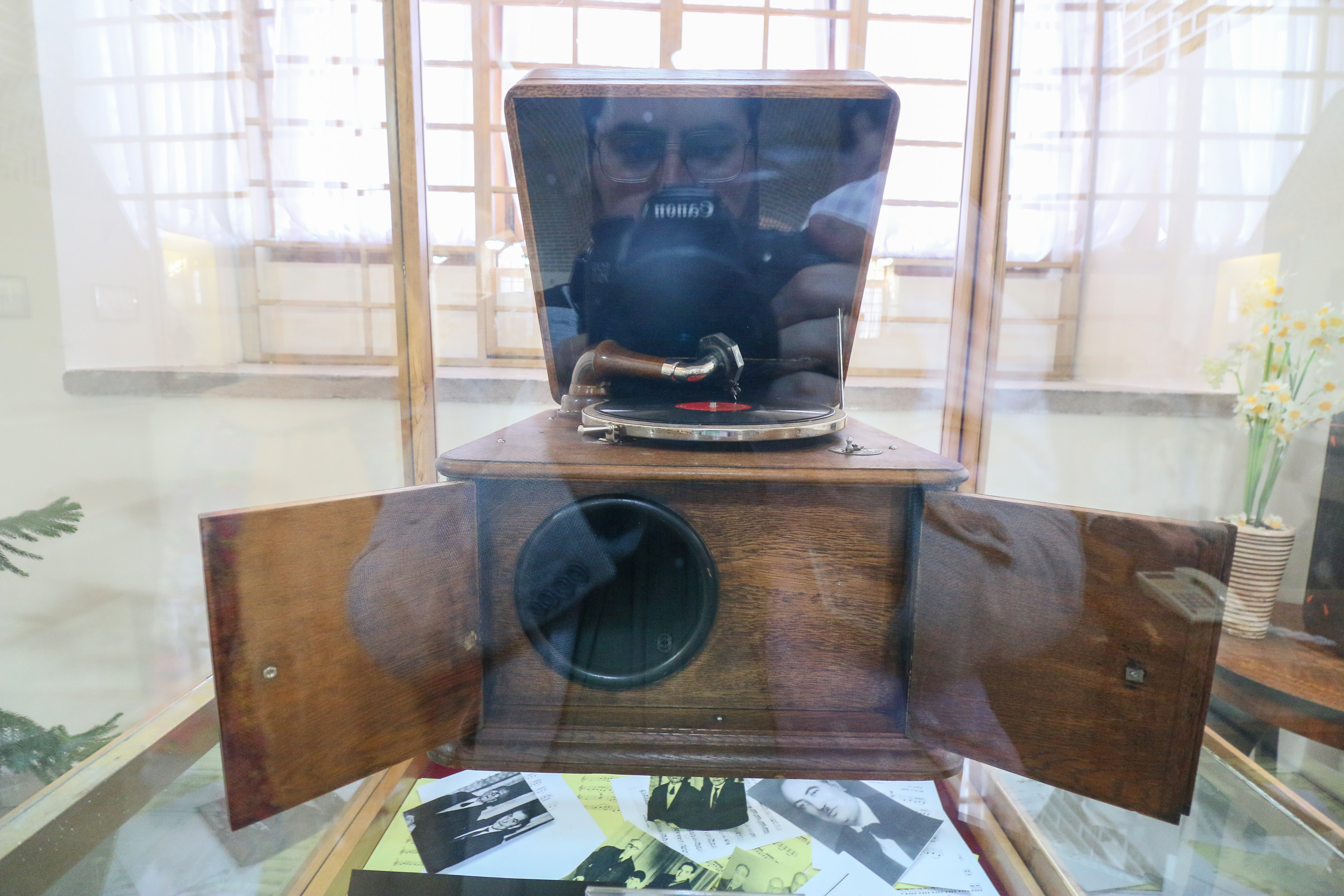
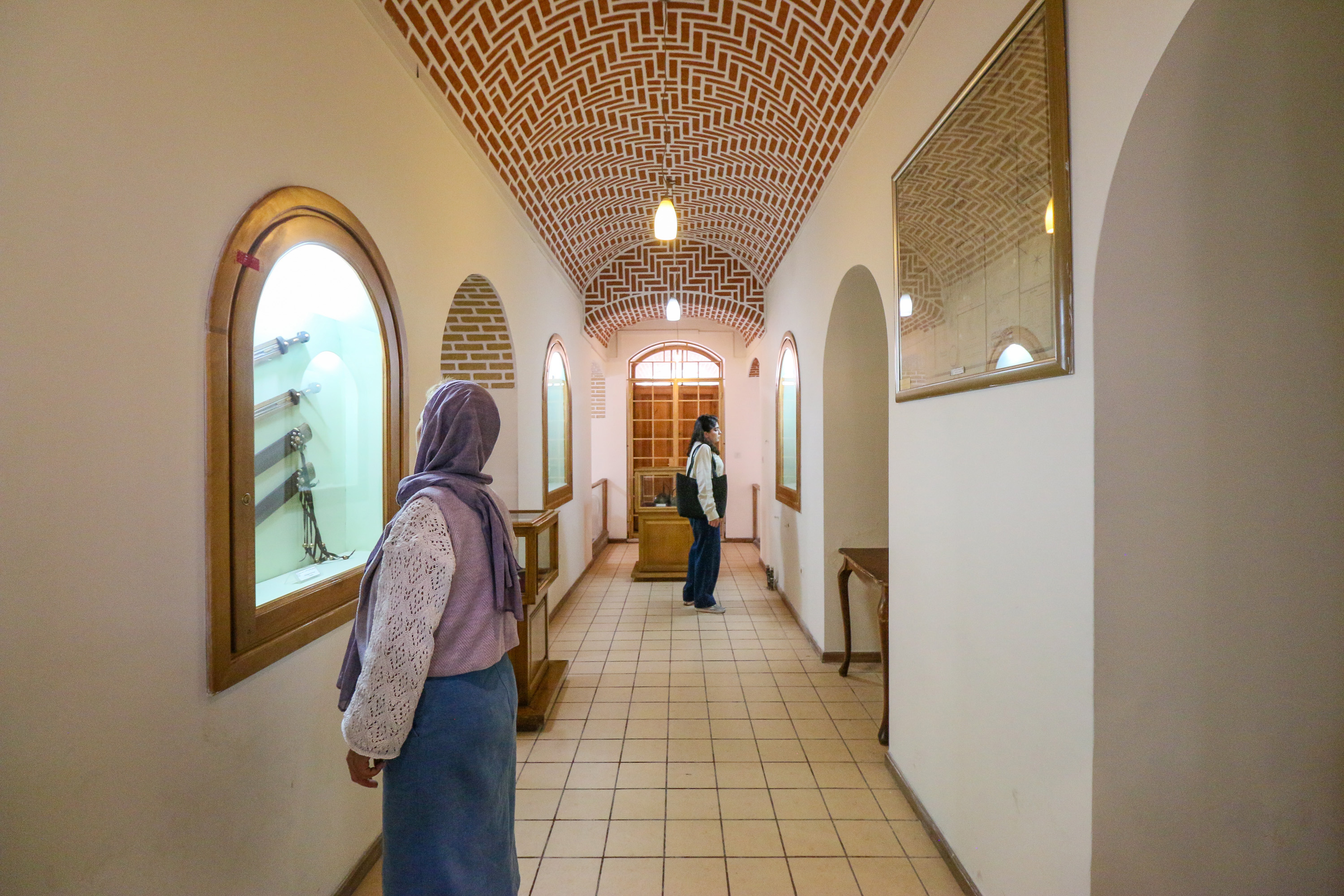
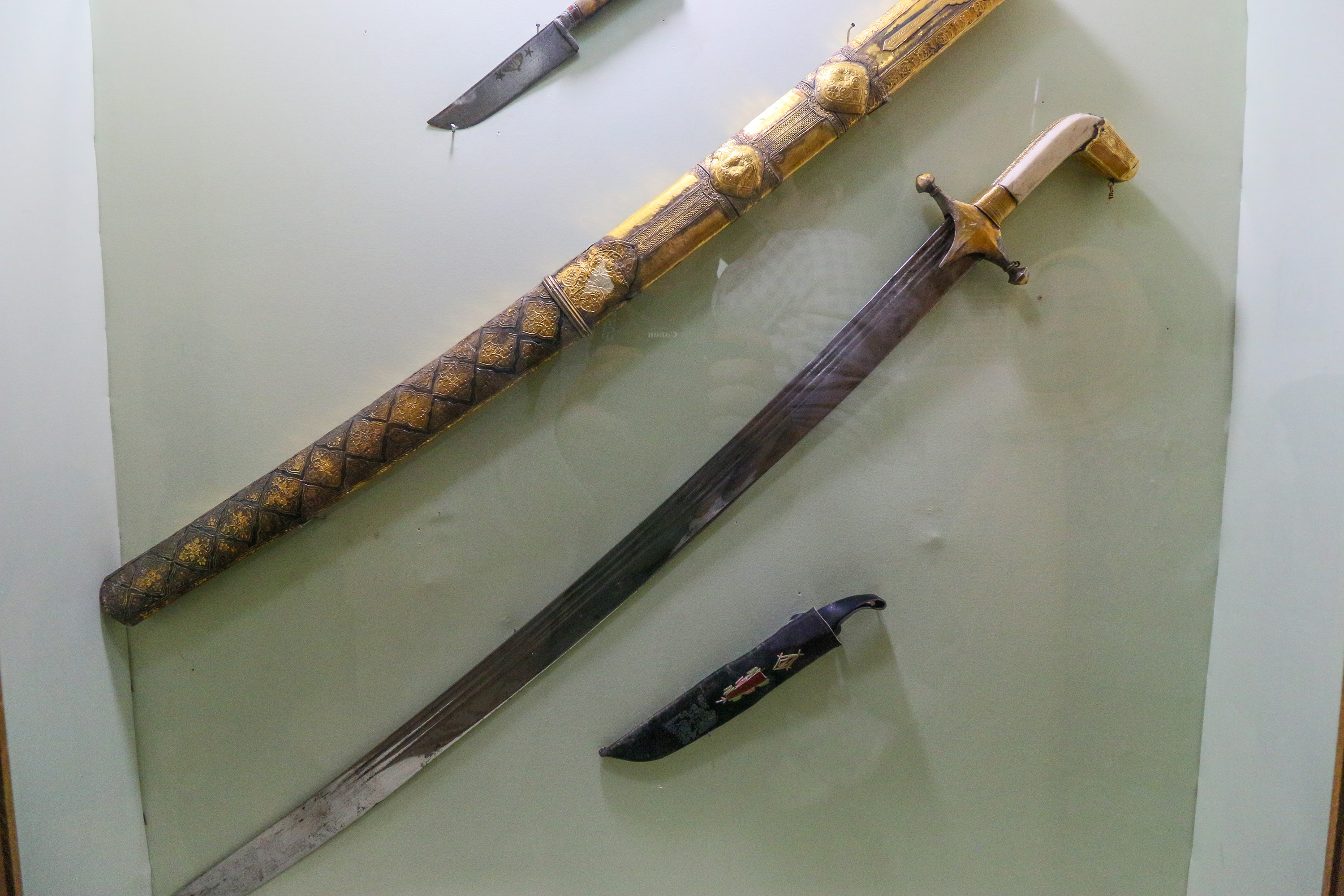
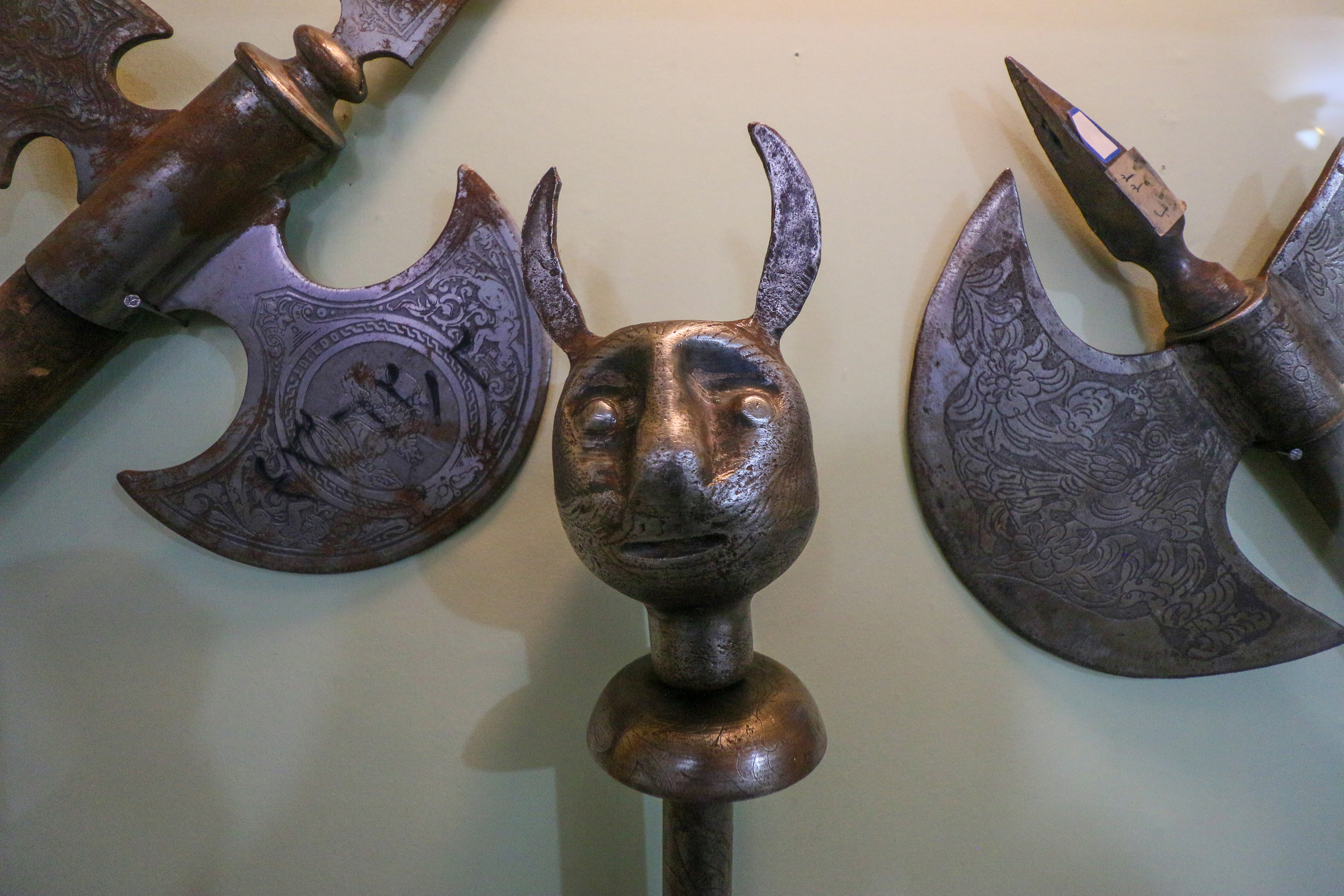
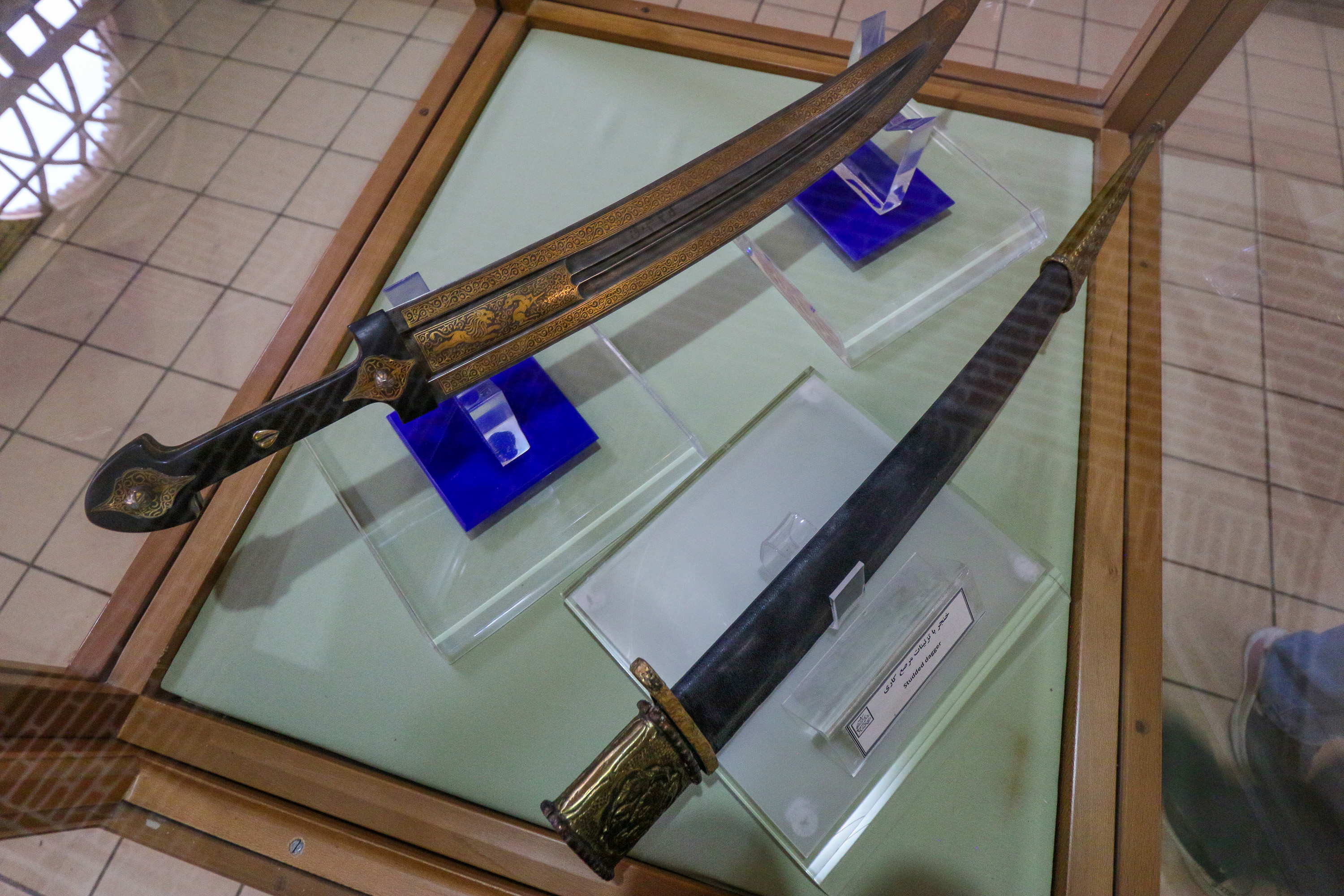
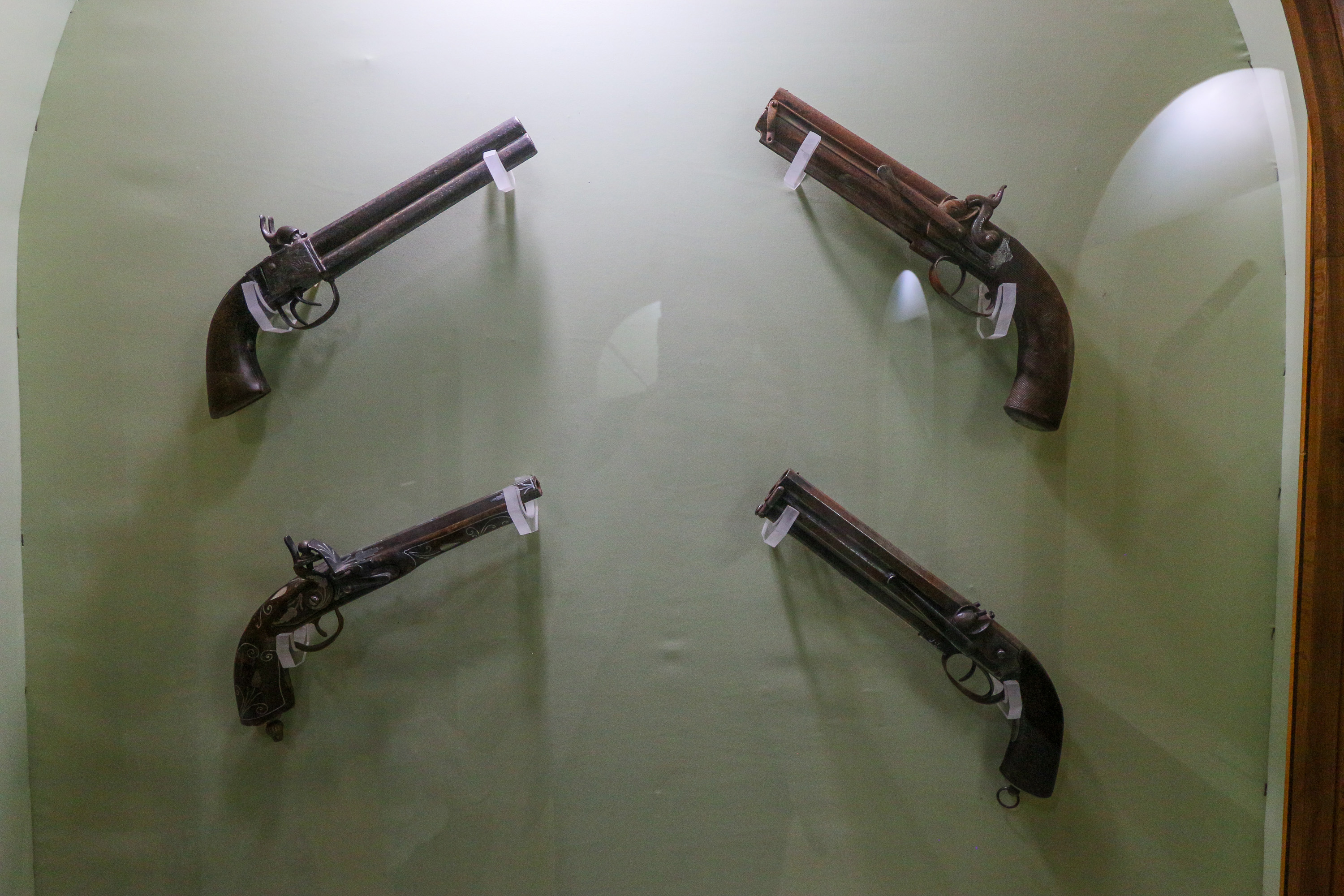
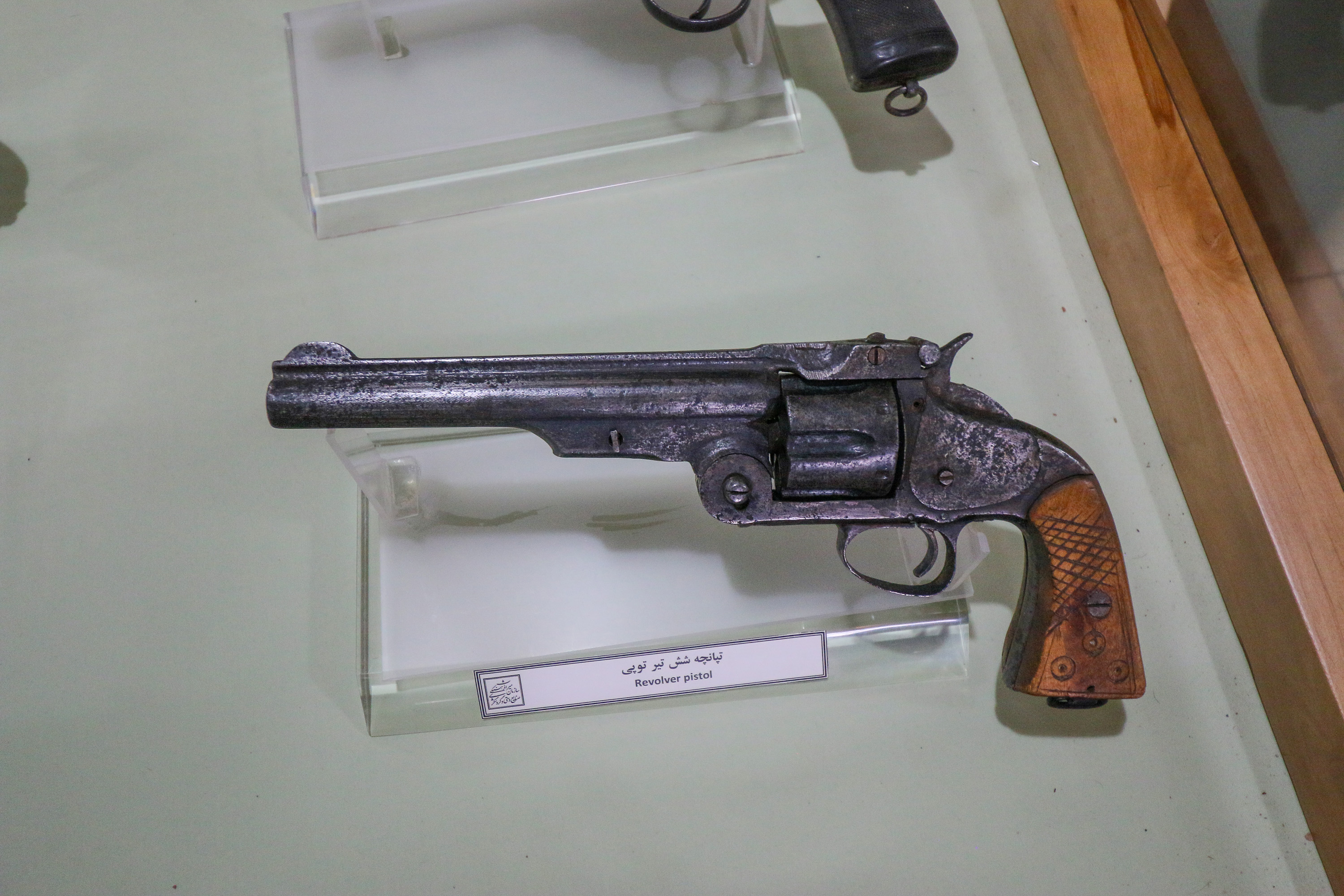
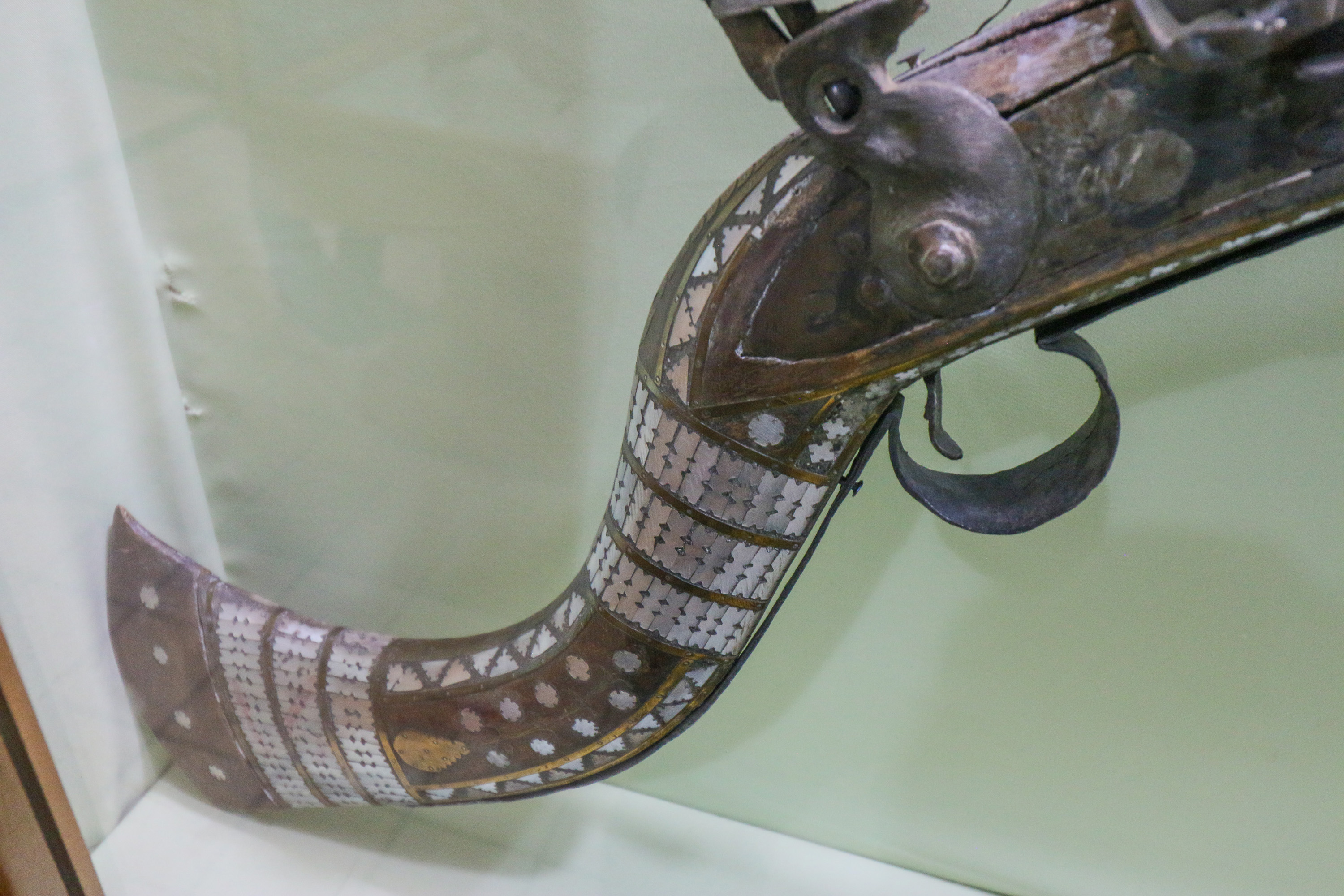
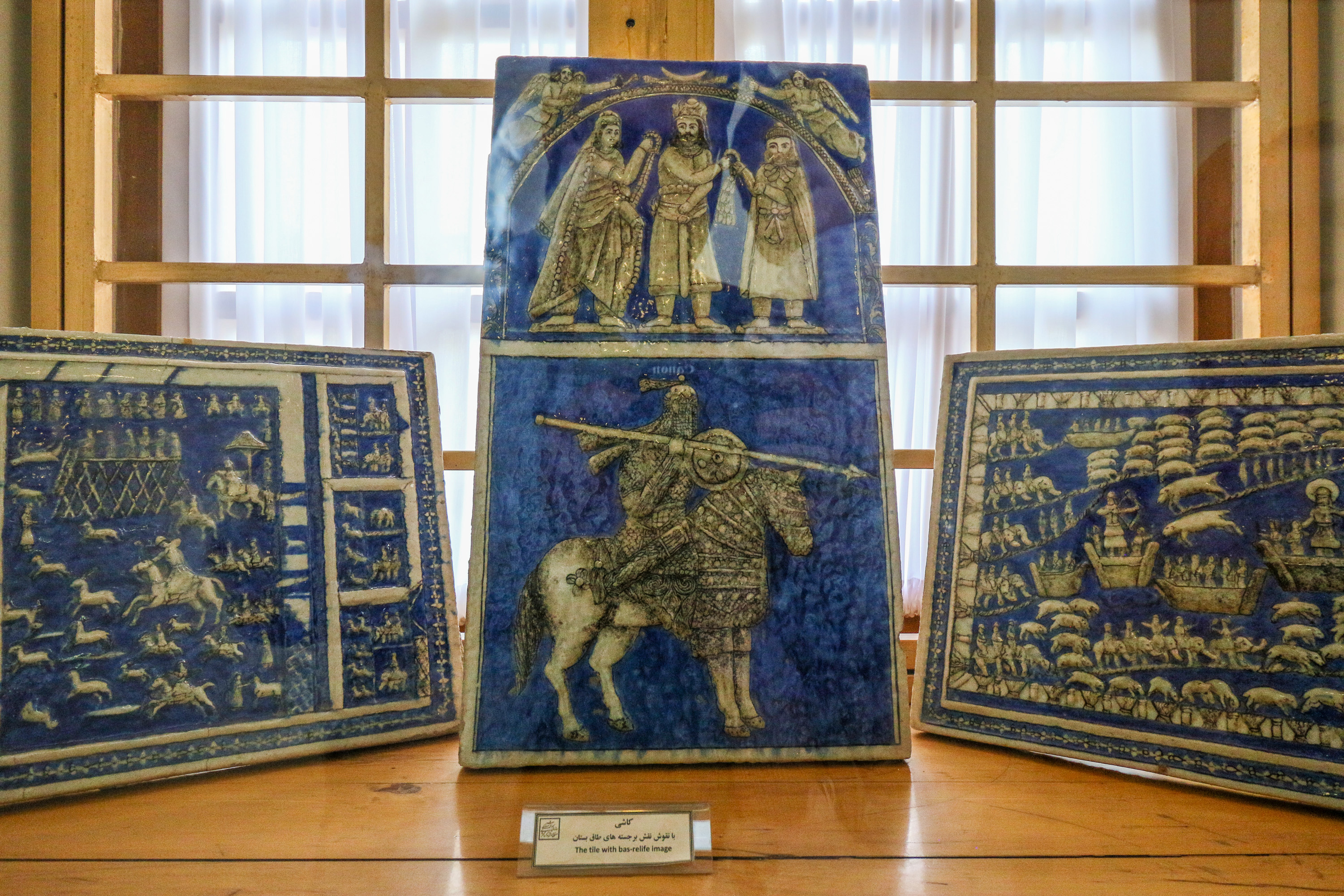
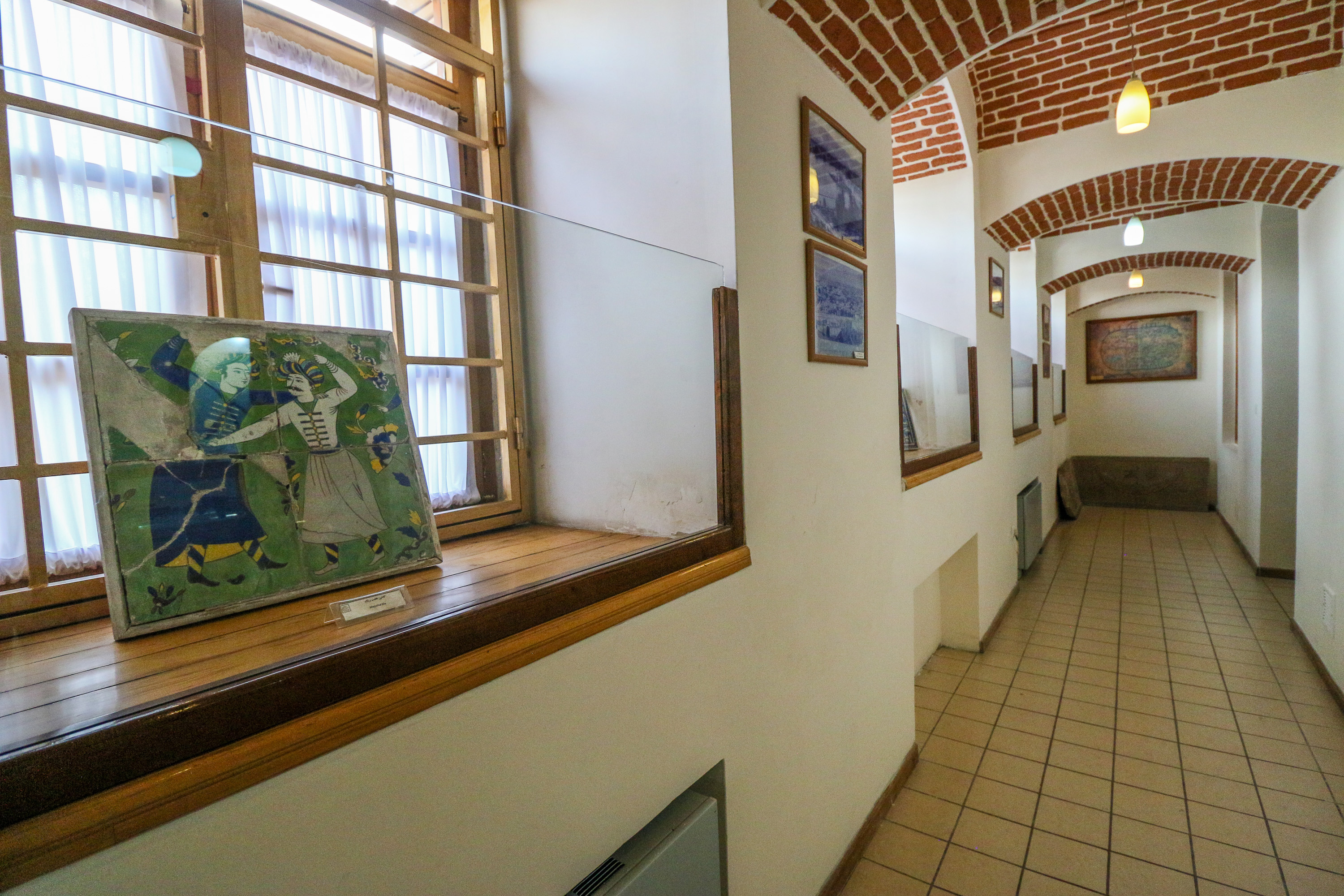
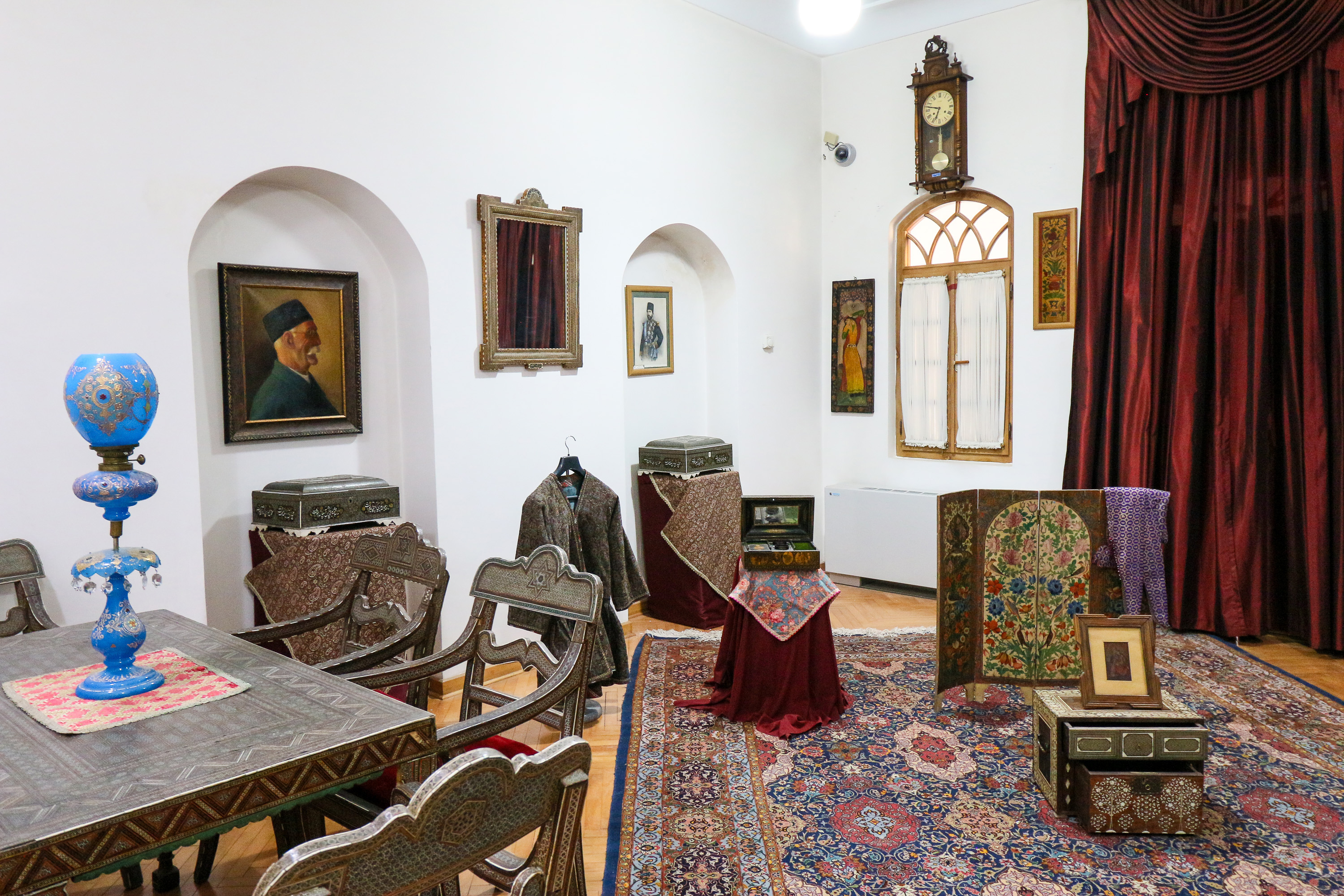
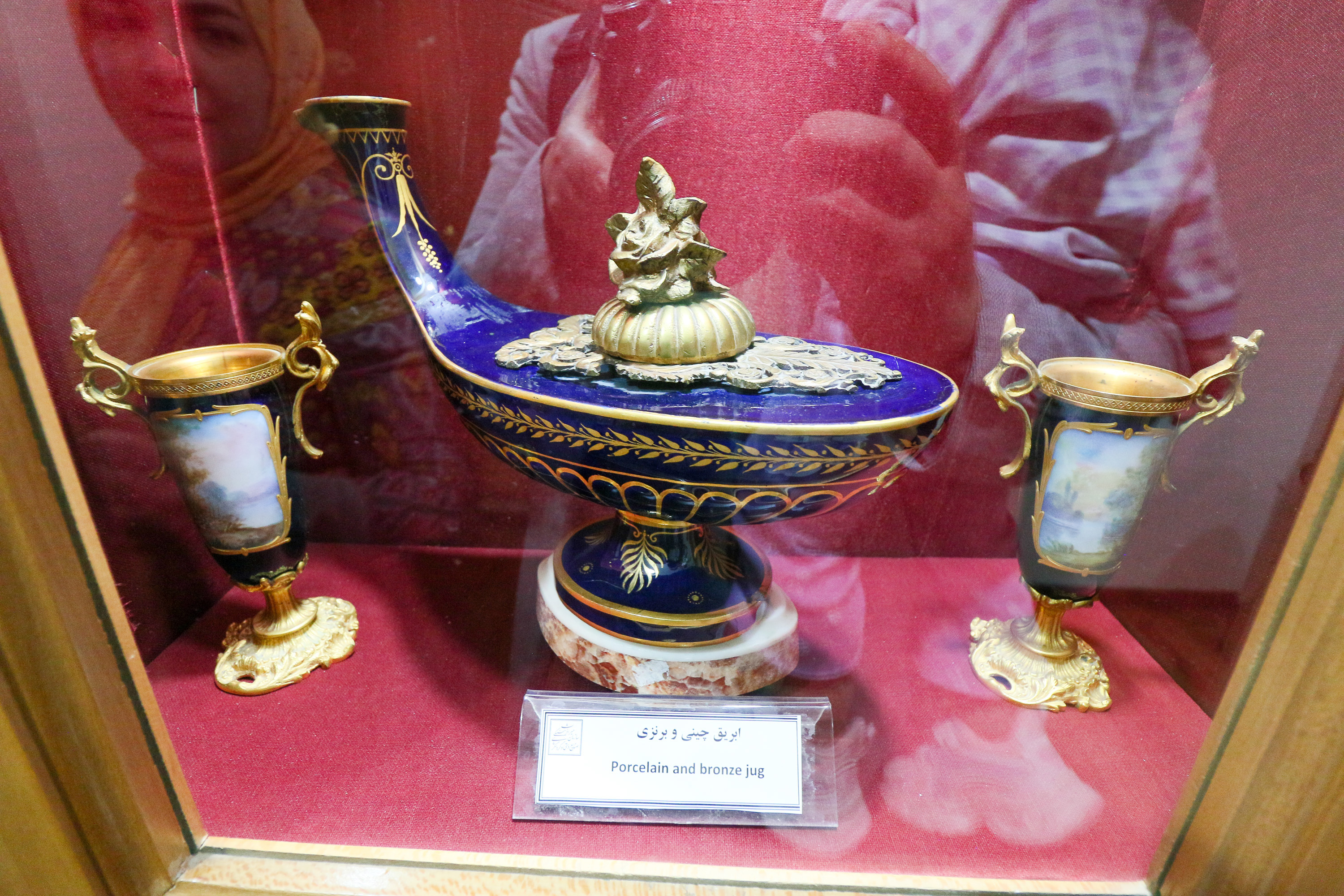
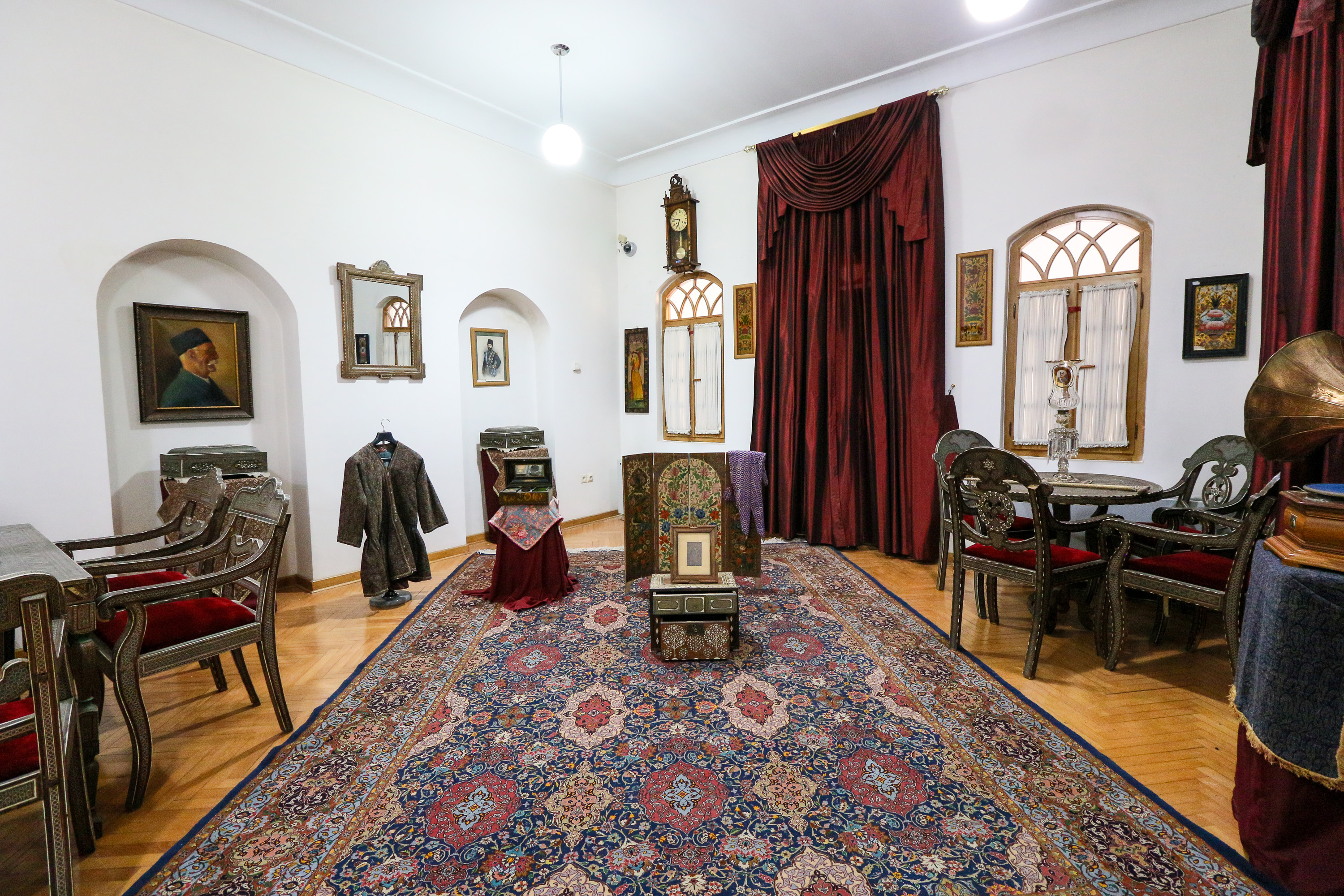
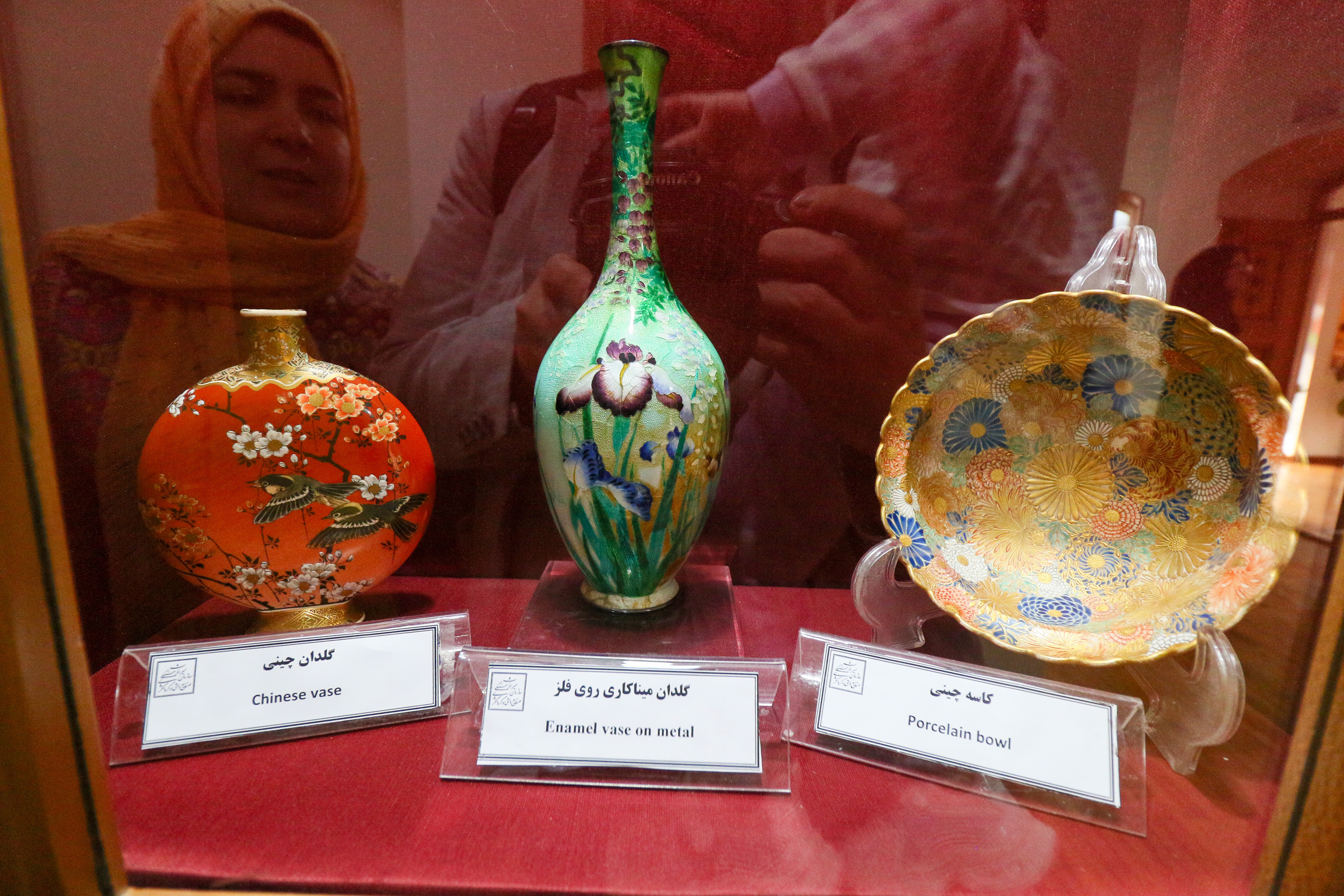
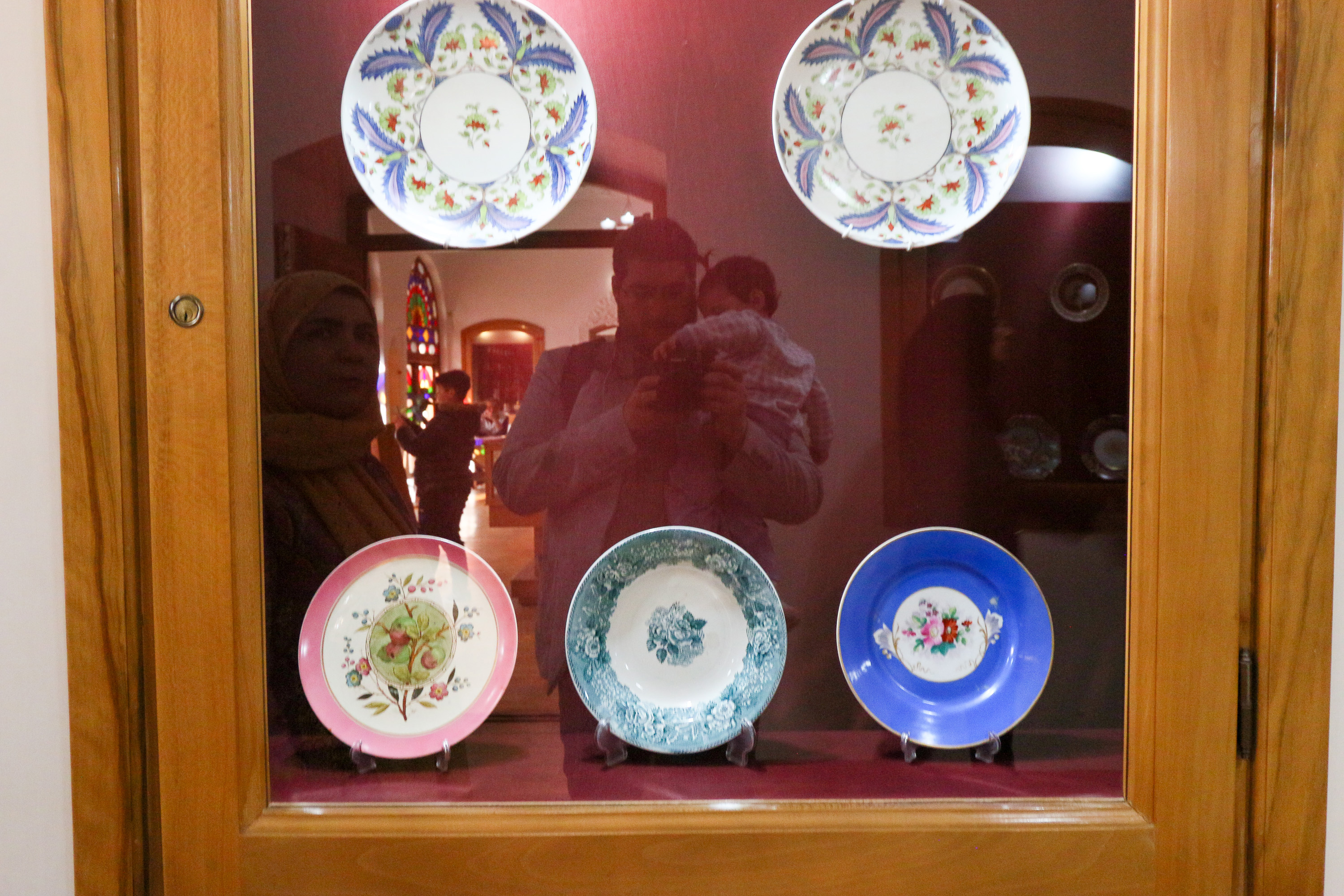
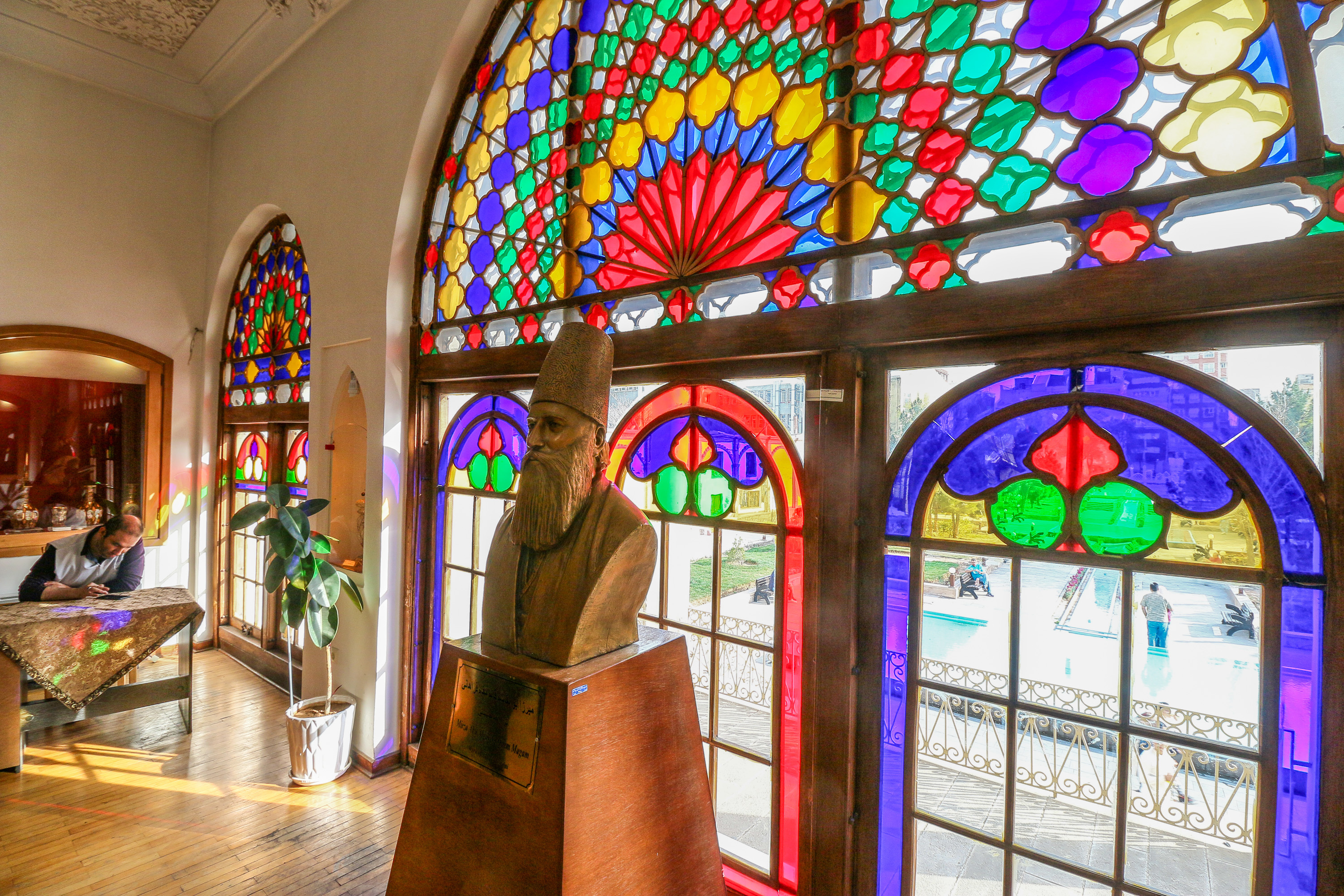
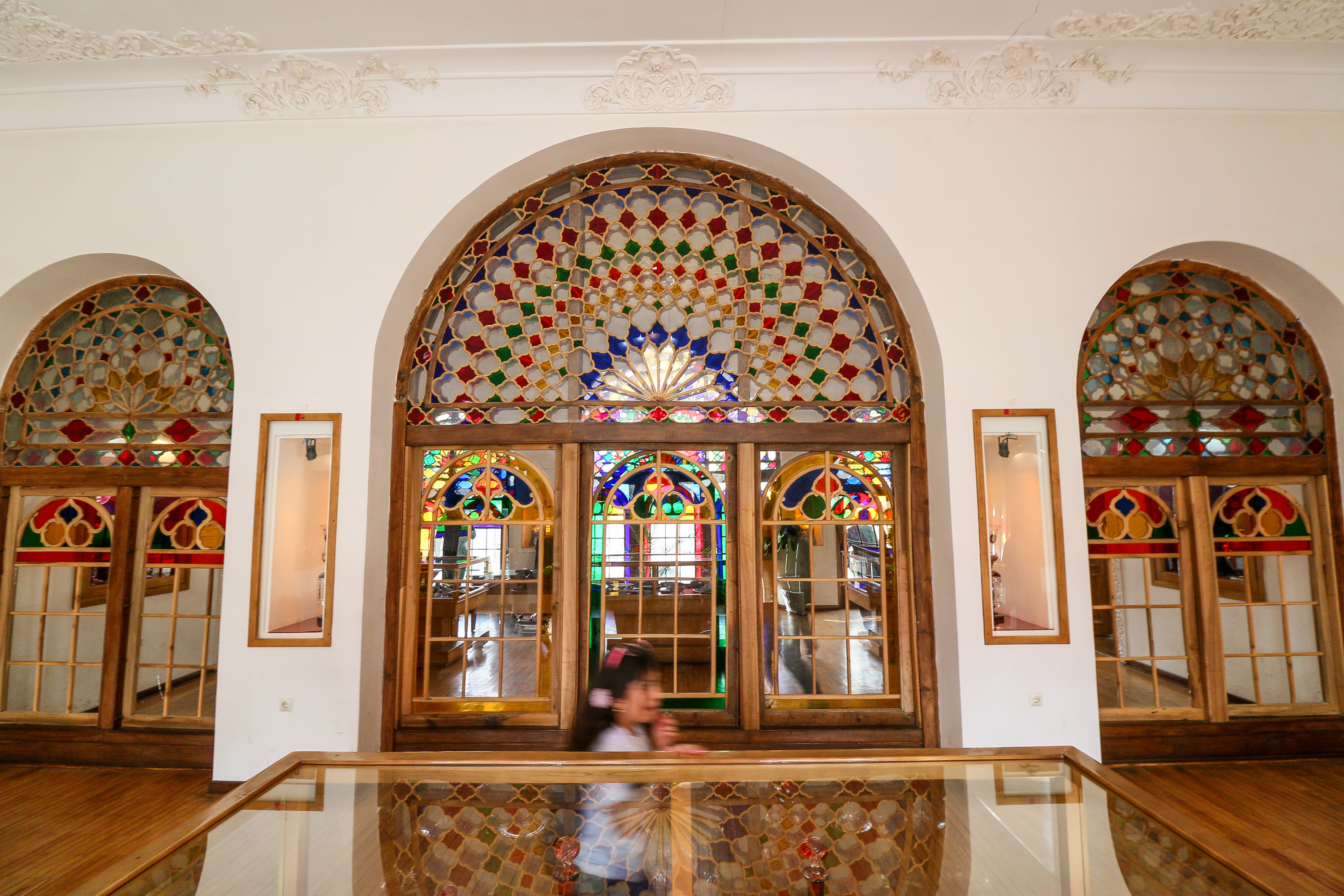
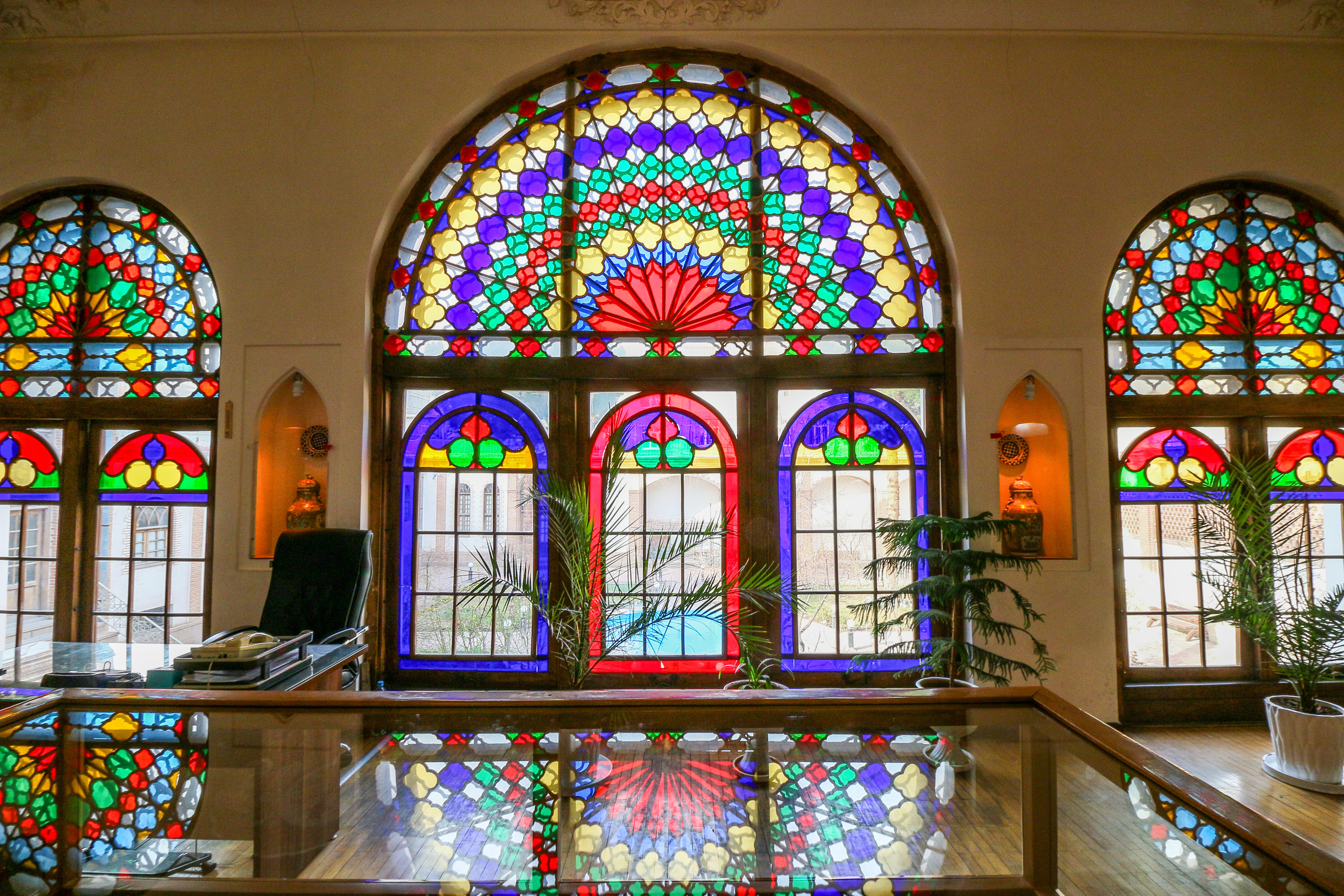
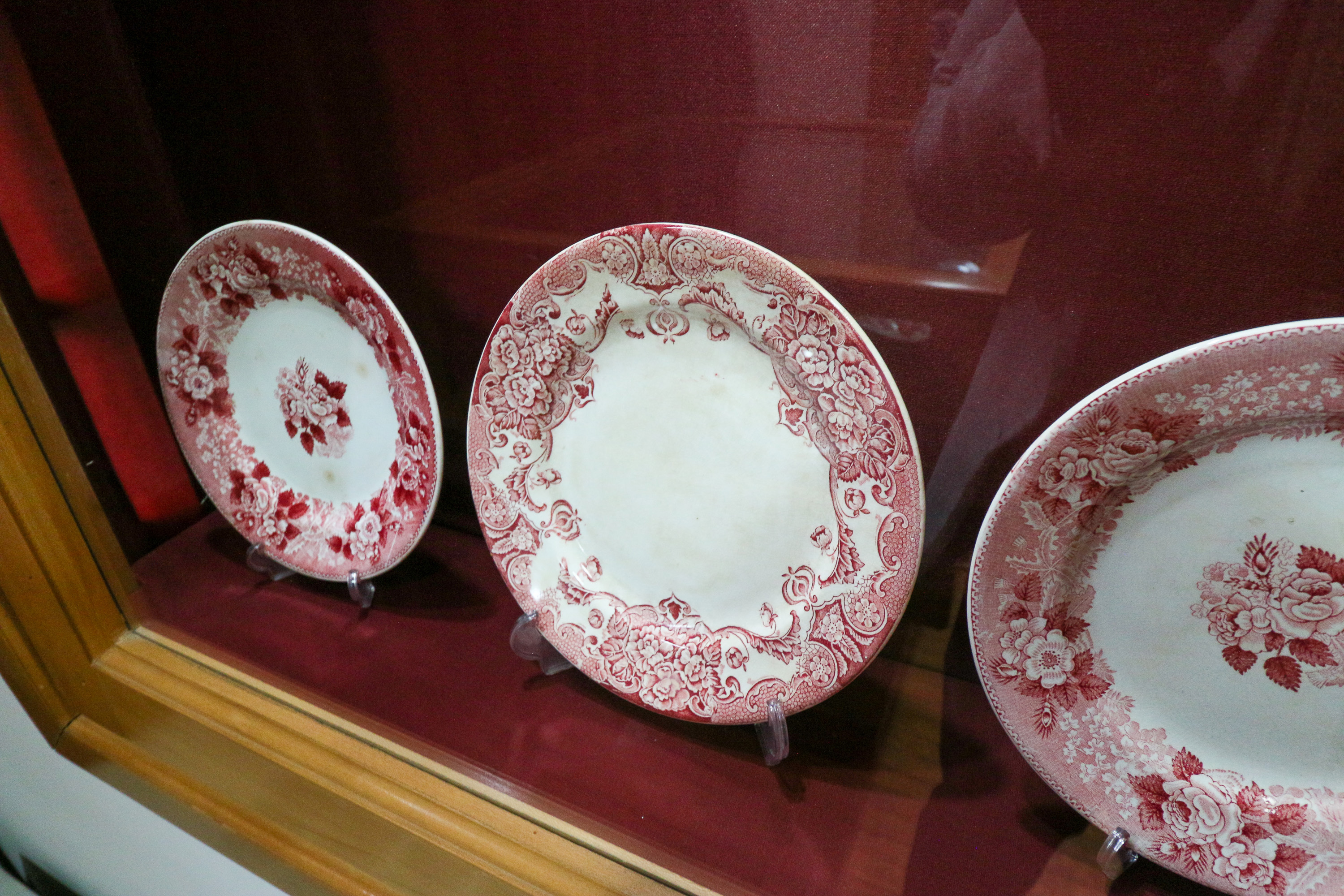
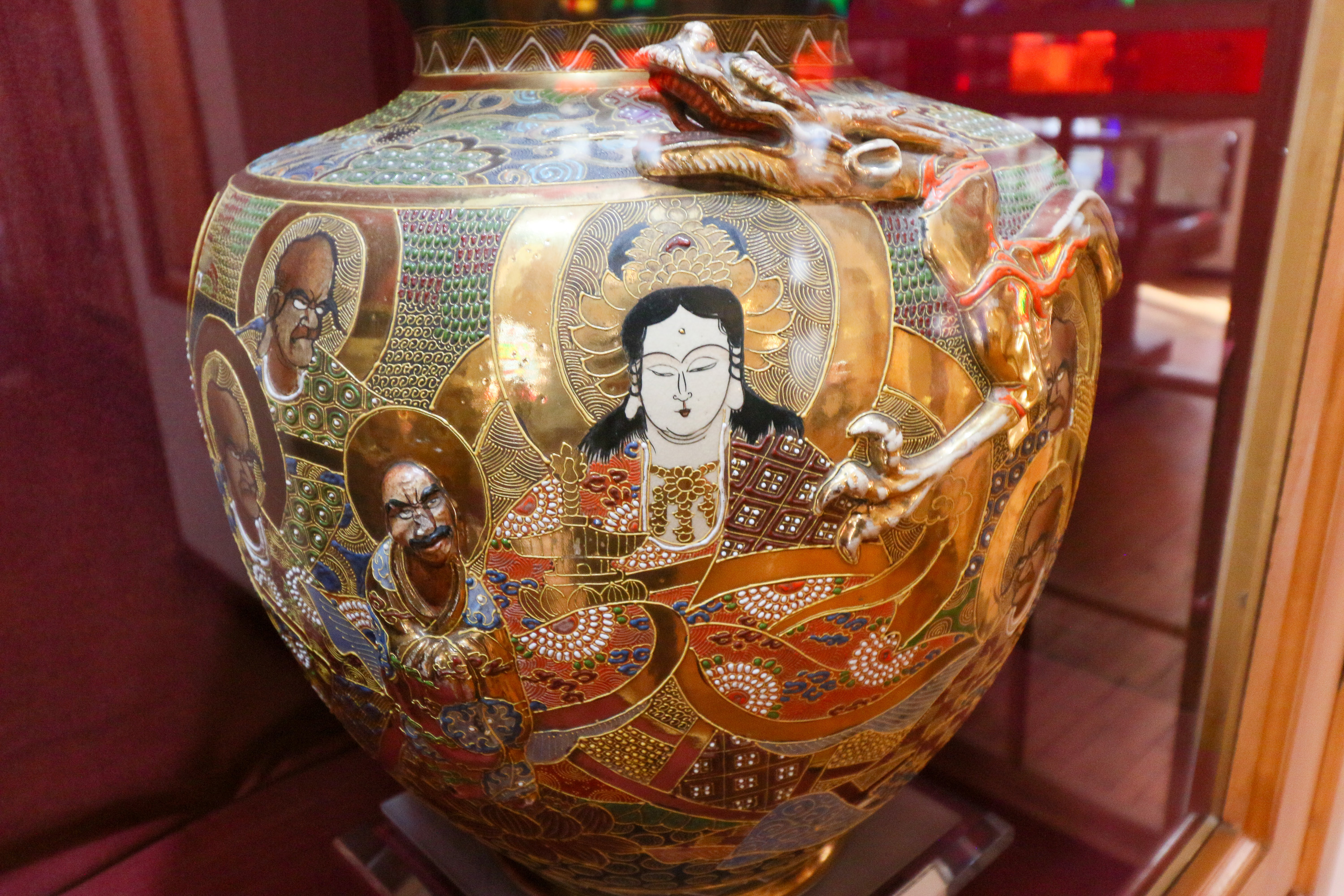
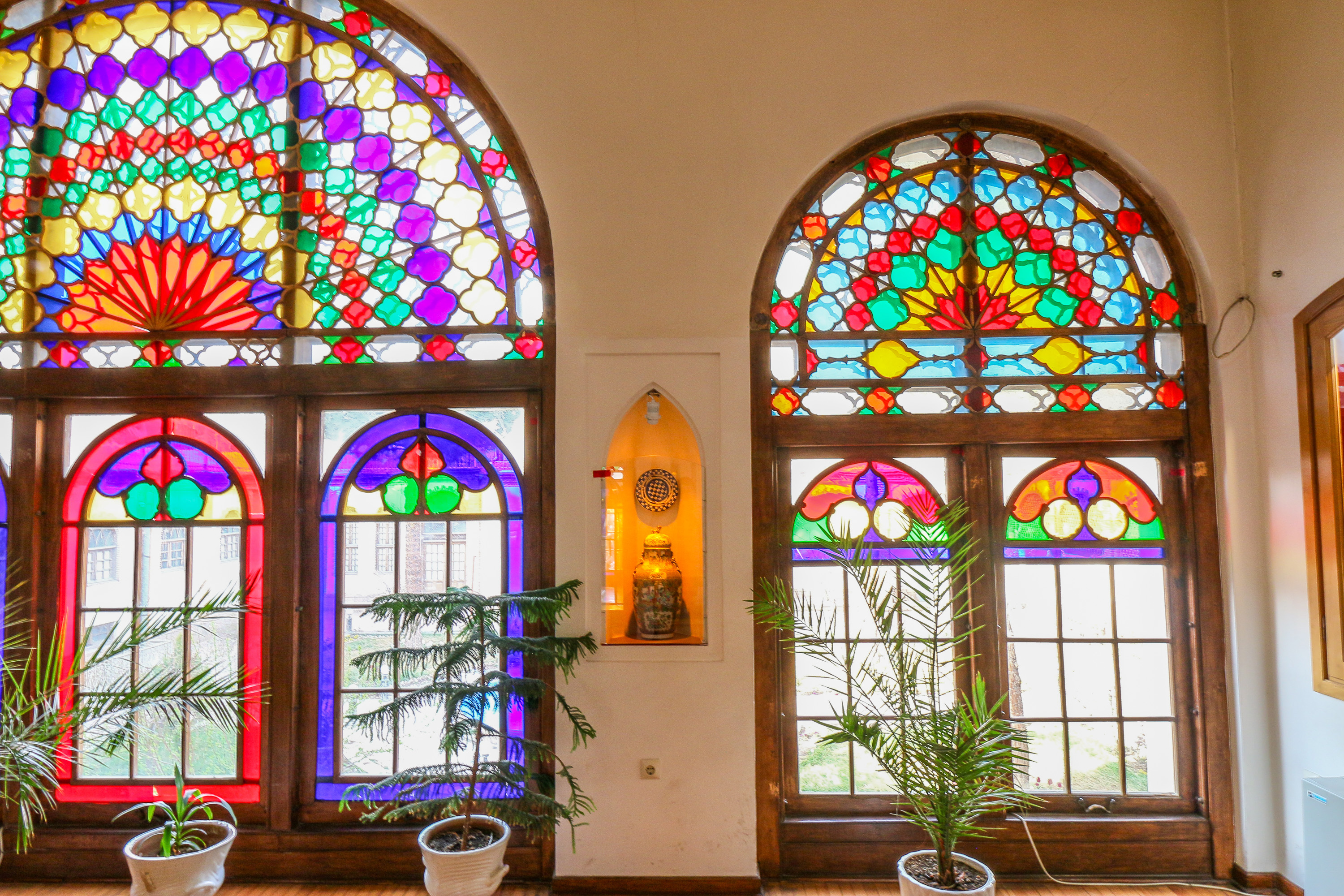
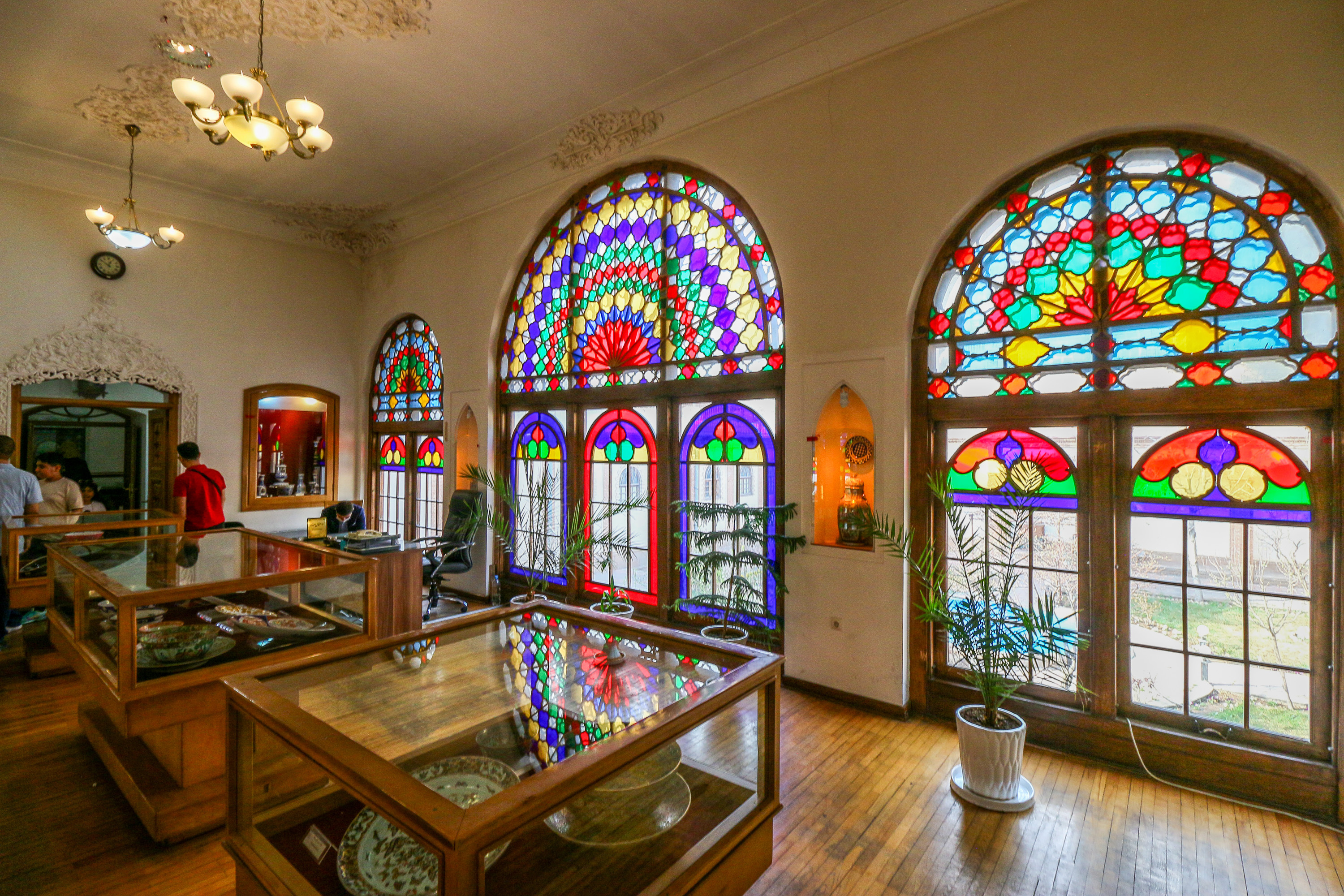
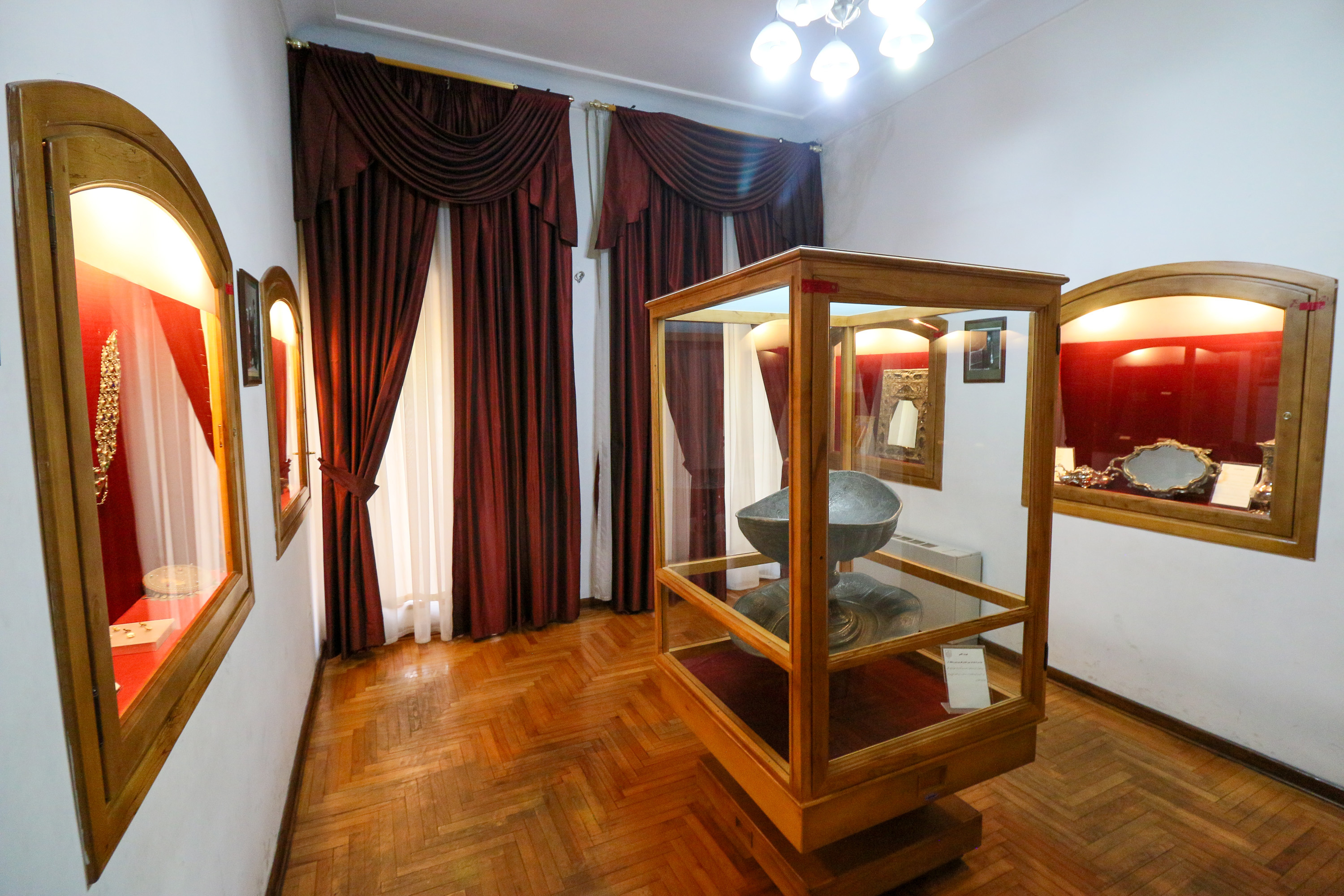
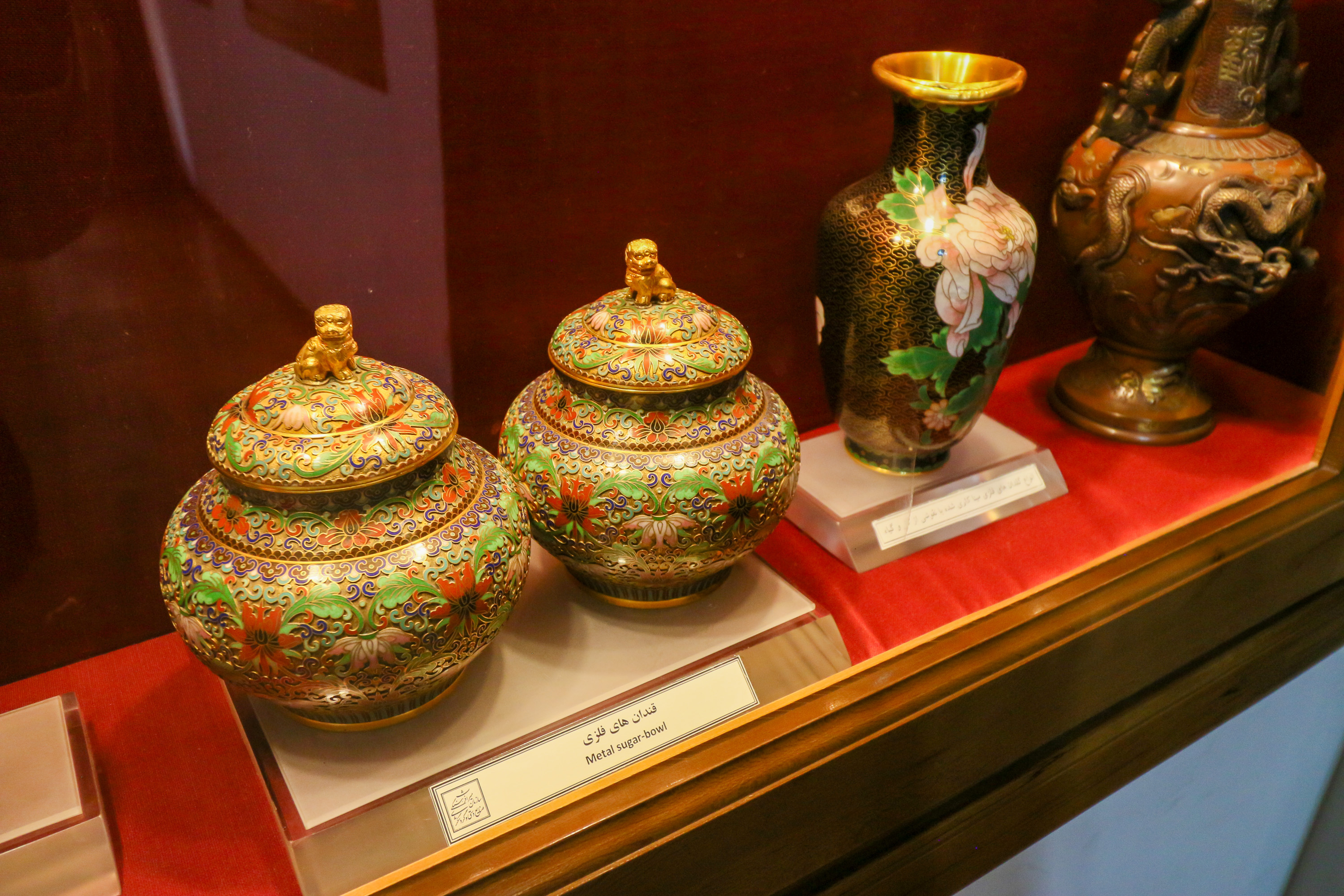
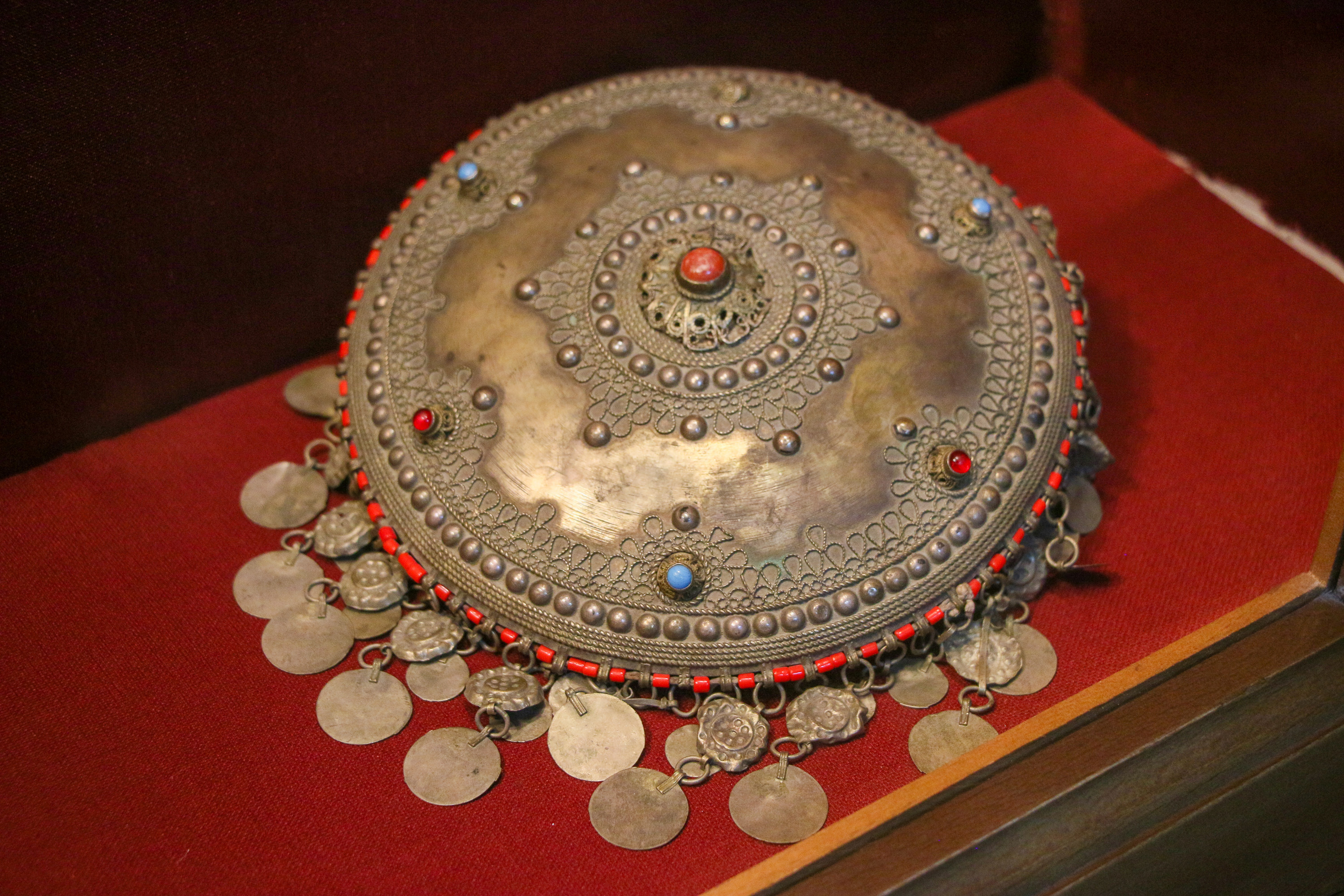
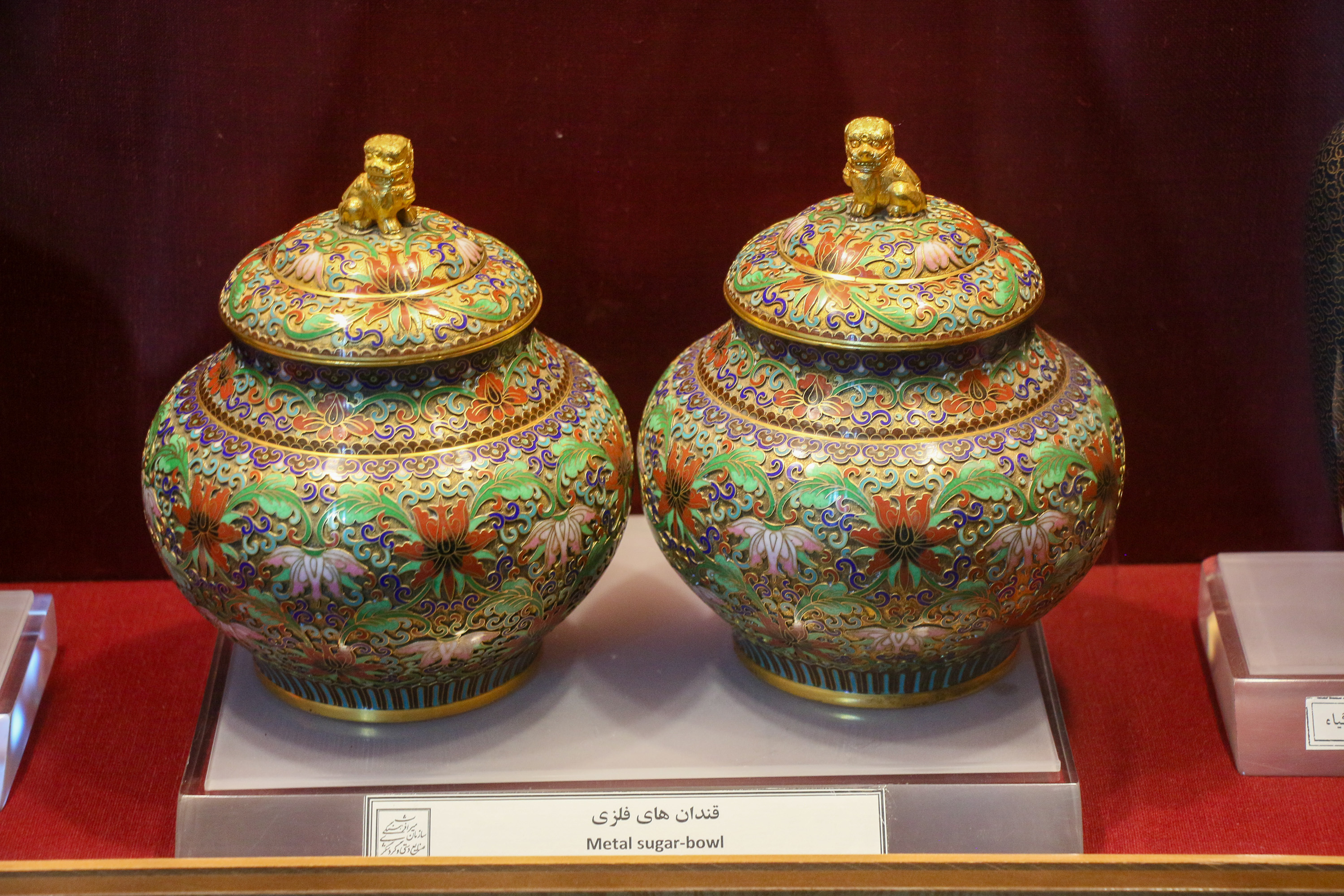
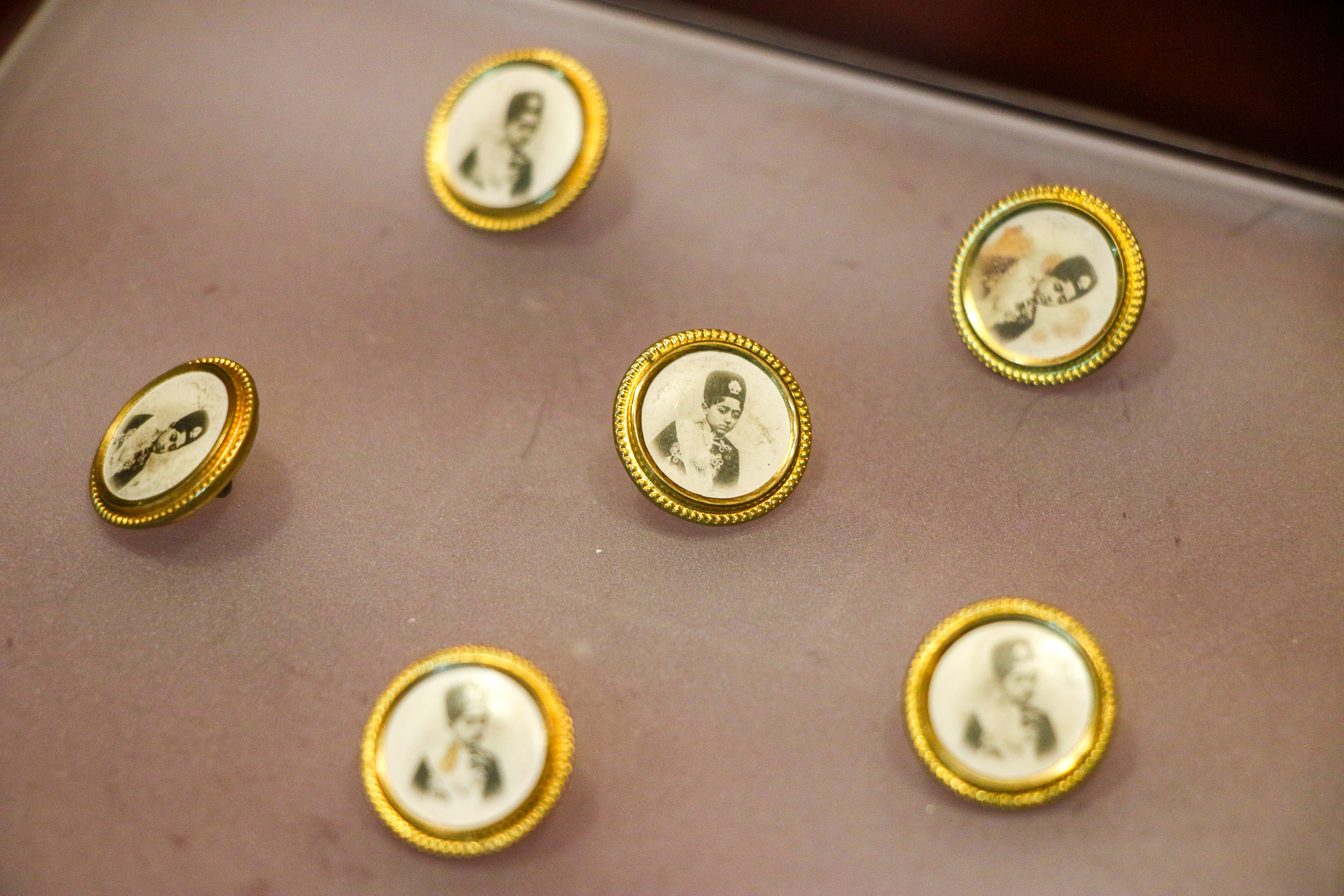
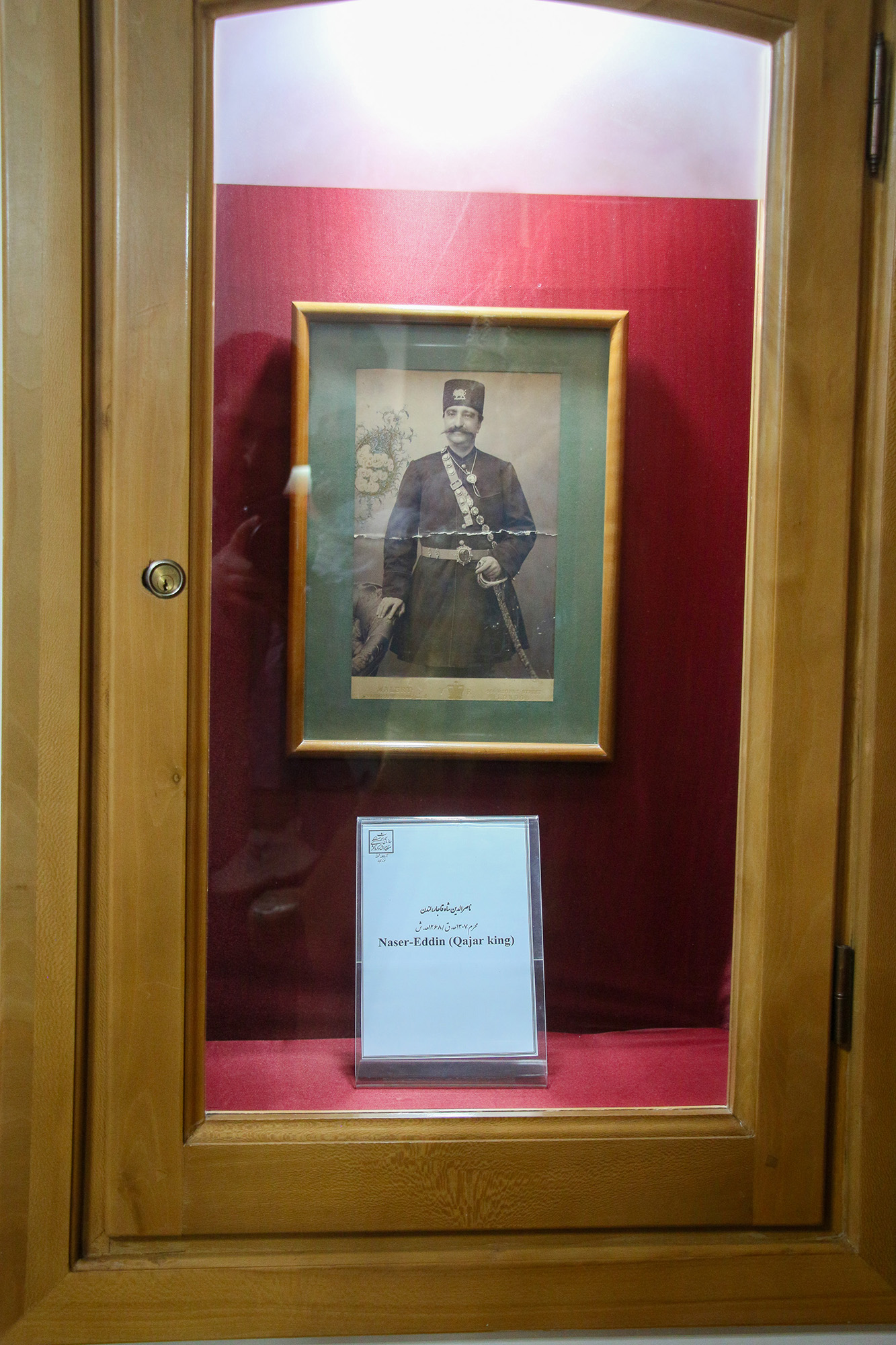
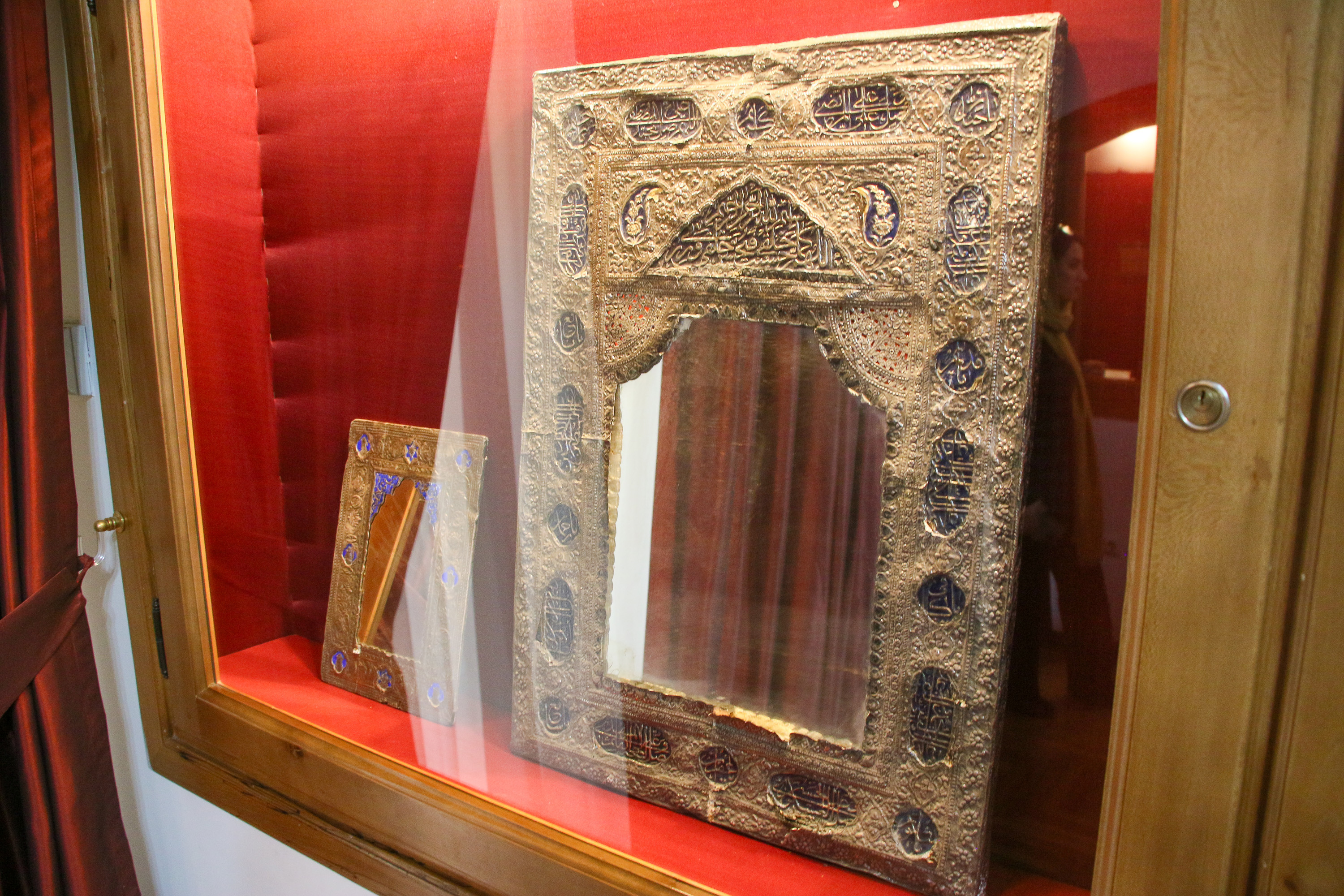
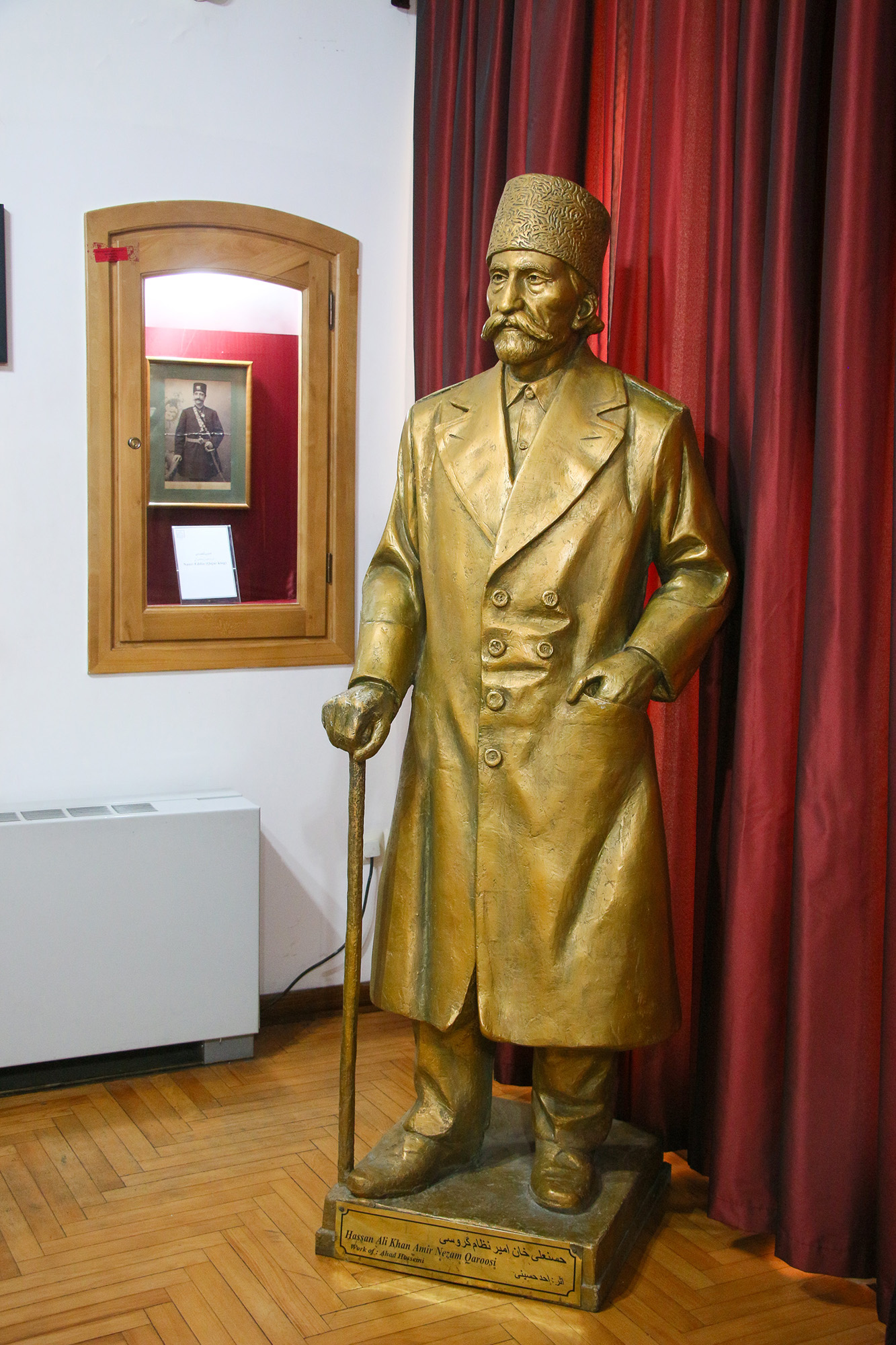
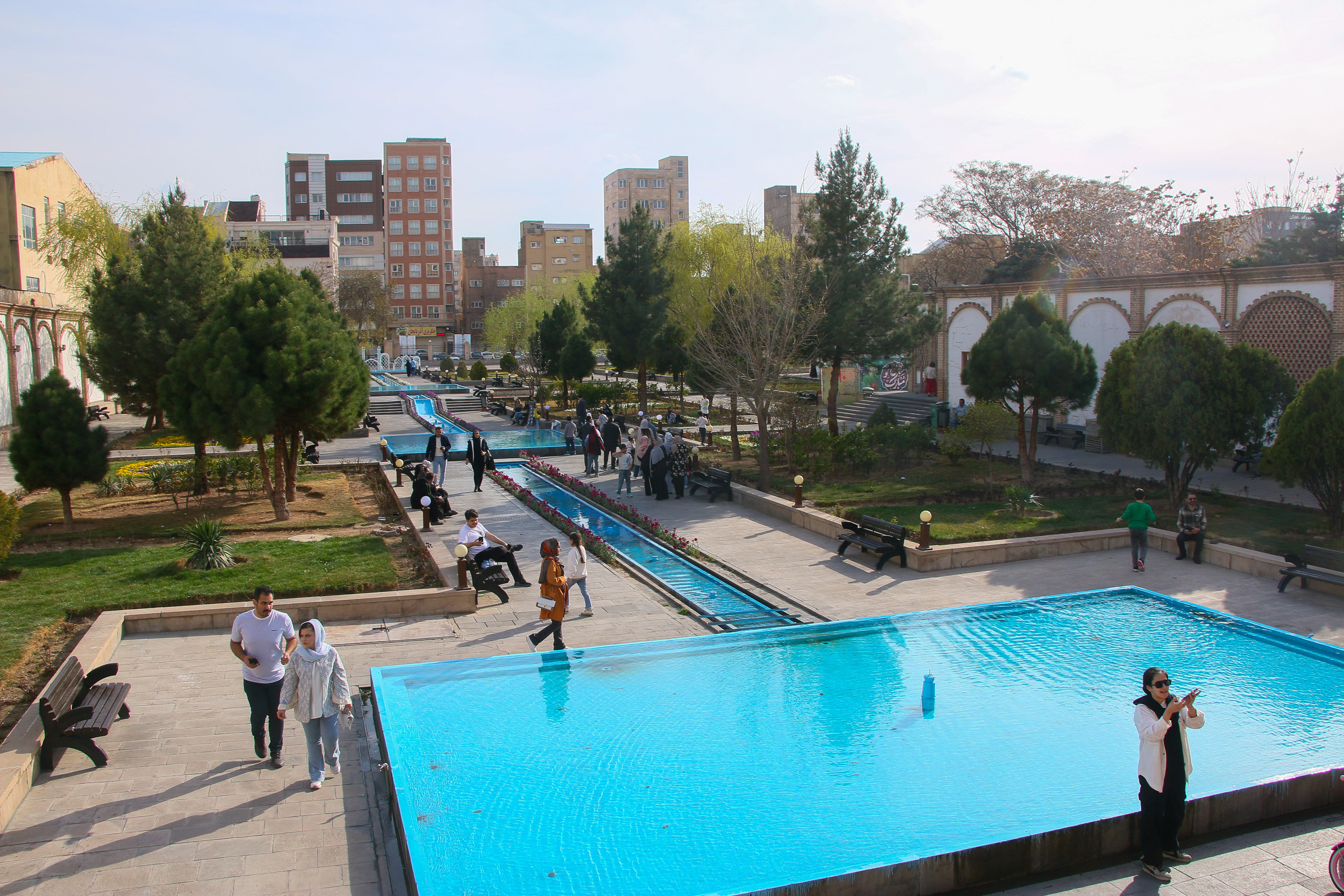
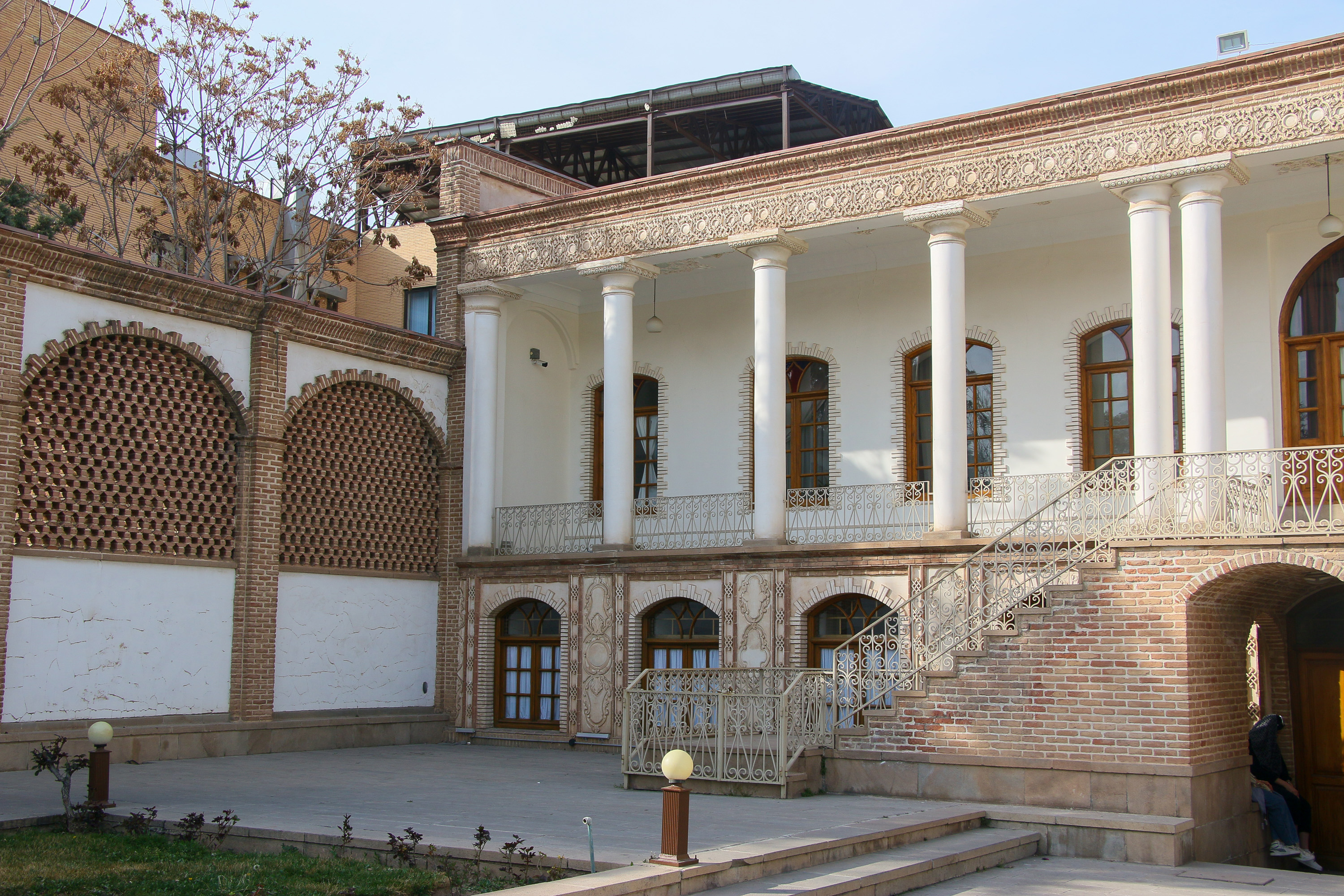
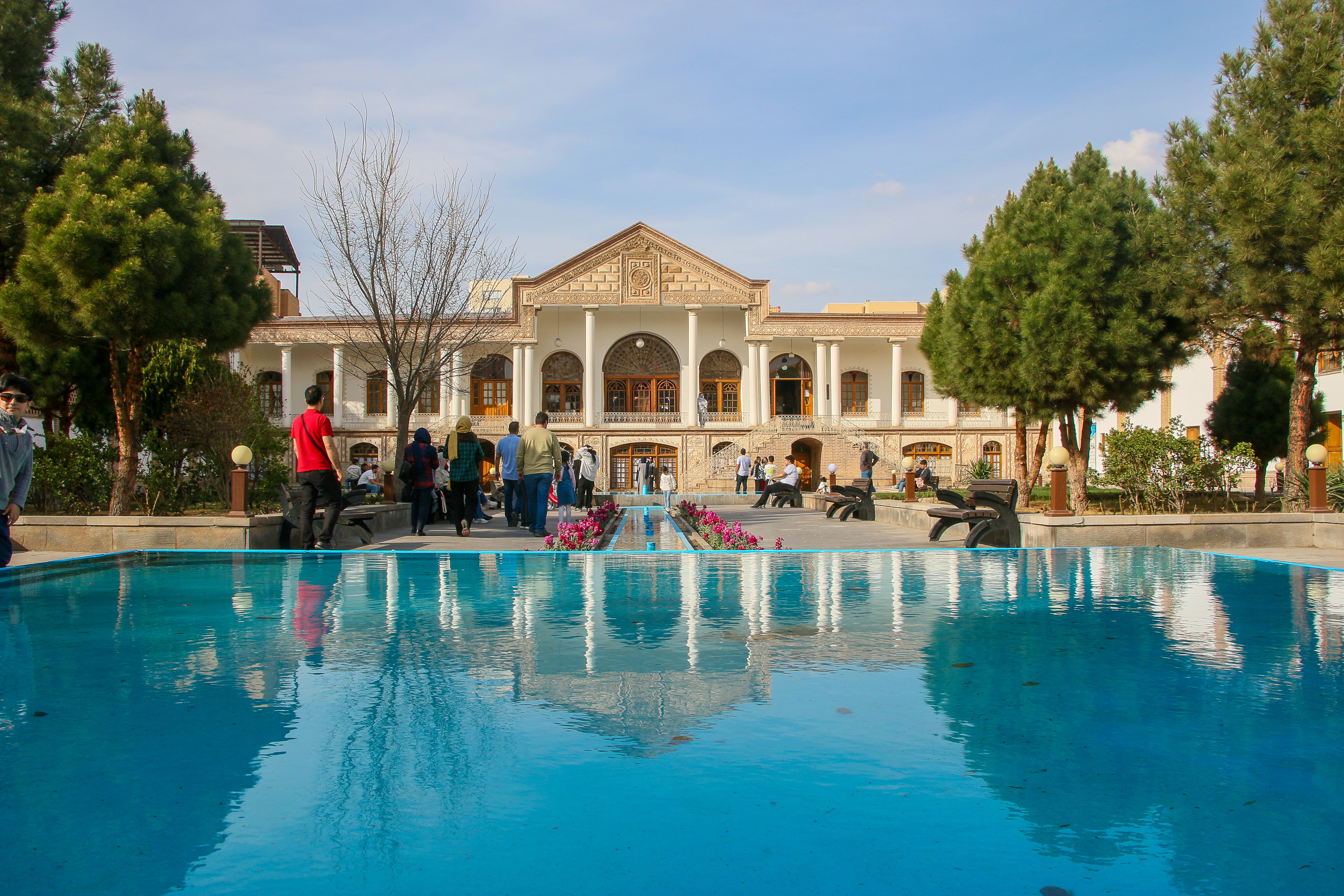

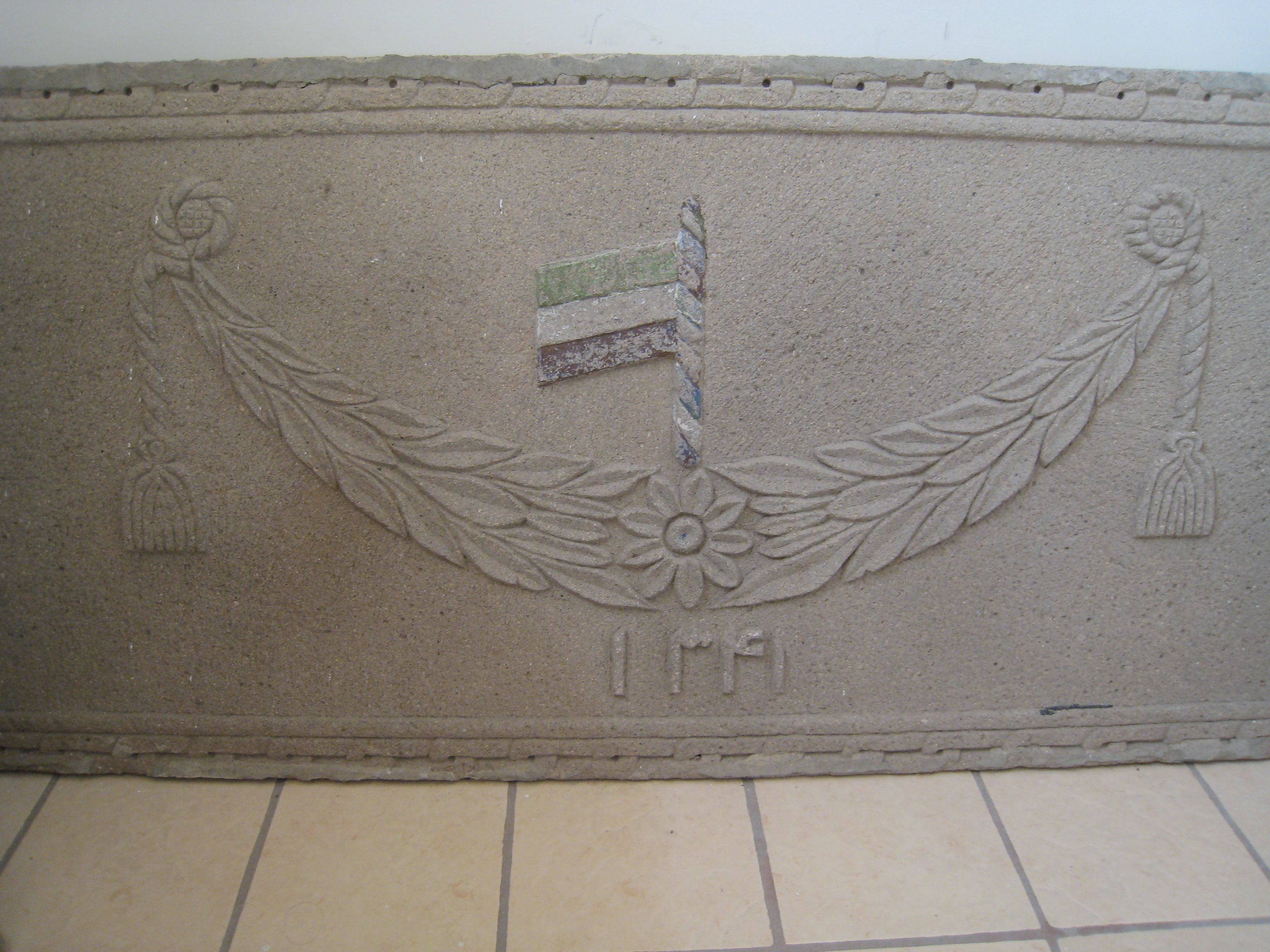
سنگی با تاریخ ۱۳۴۱ هجری و پرچم ایران
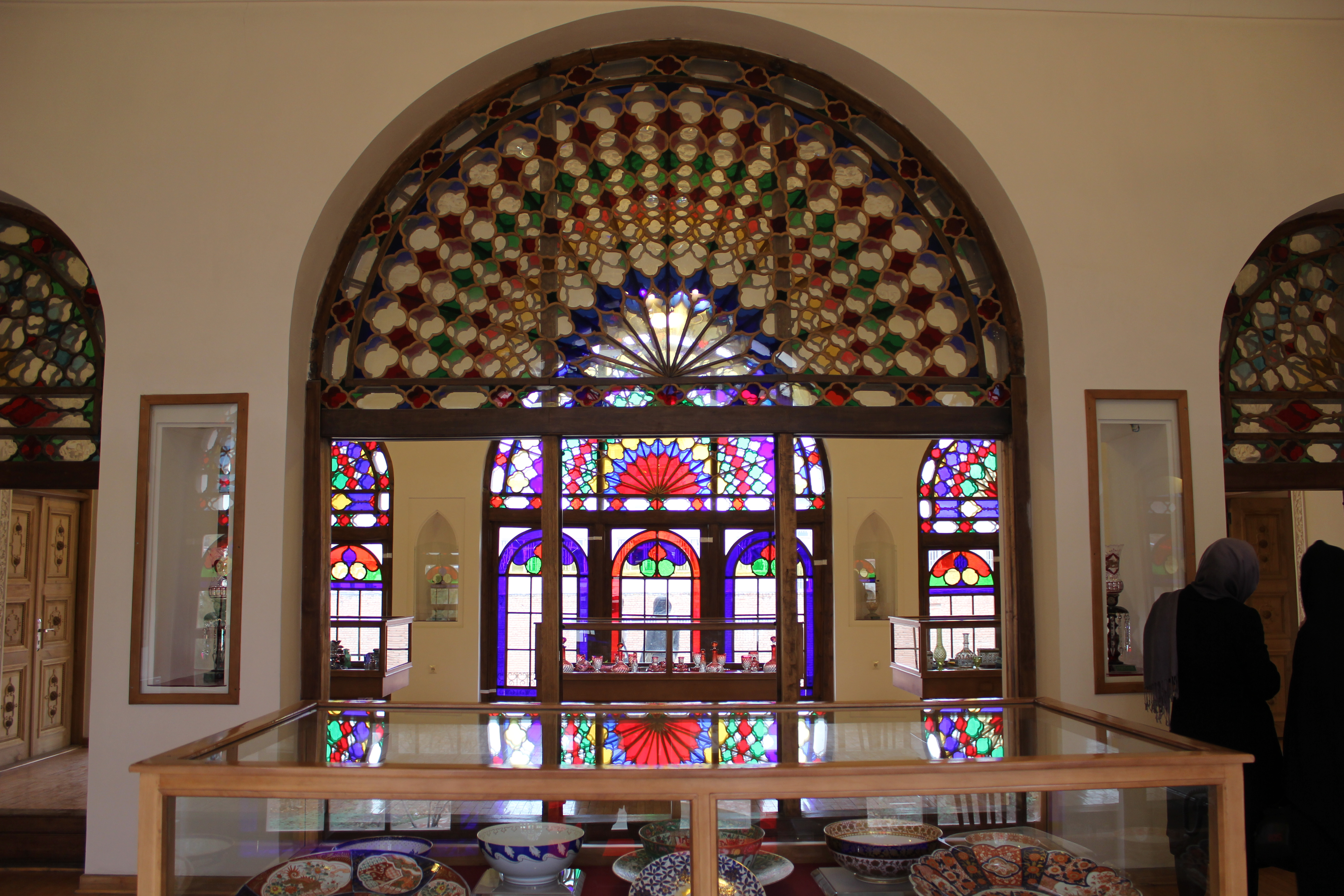
داخل موزه
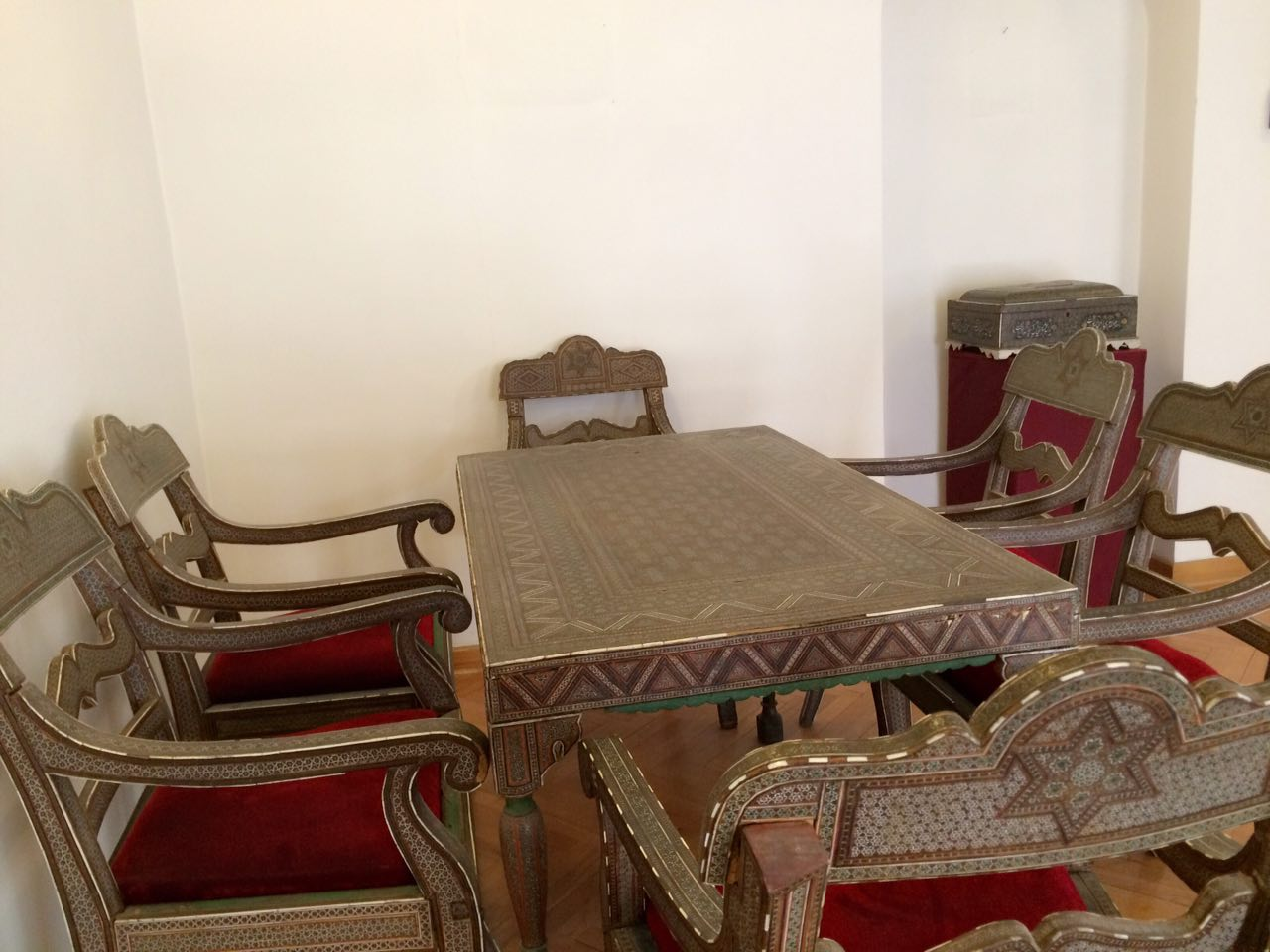
خانهٔ امیرنظام
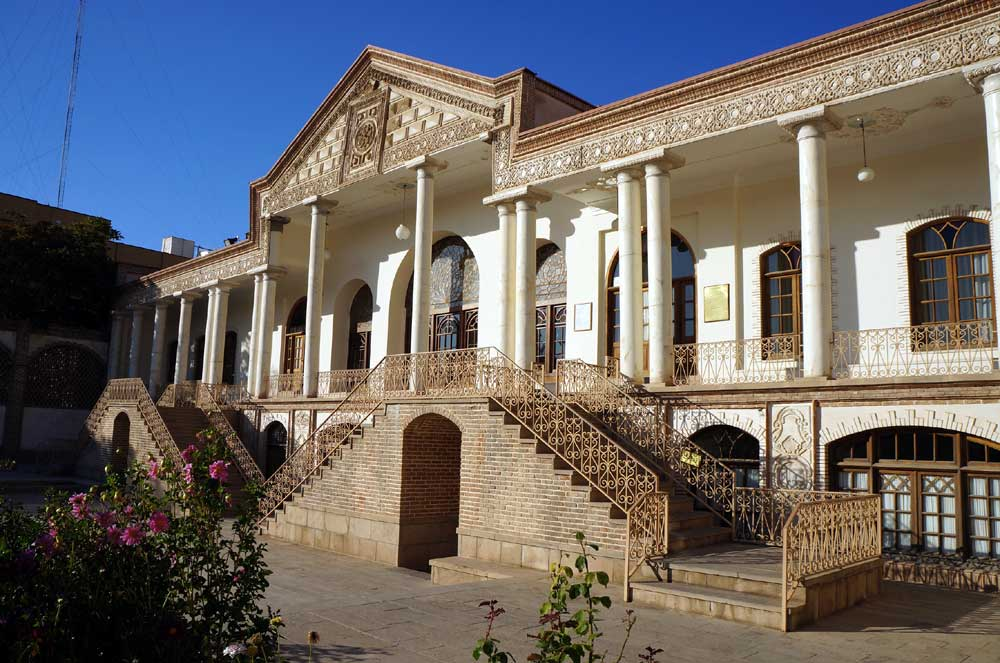
نمای باز از ساختمان موزه
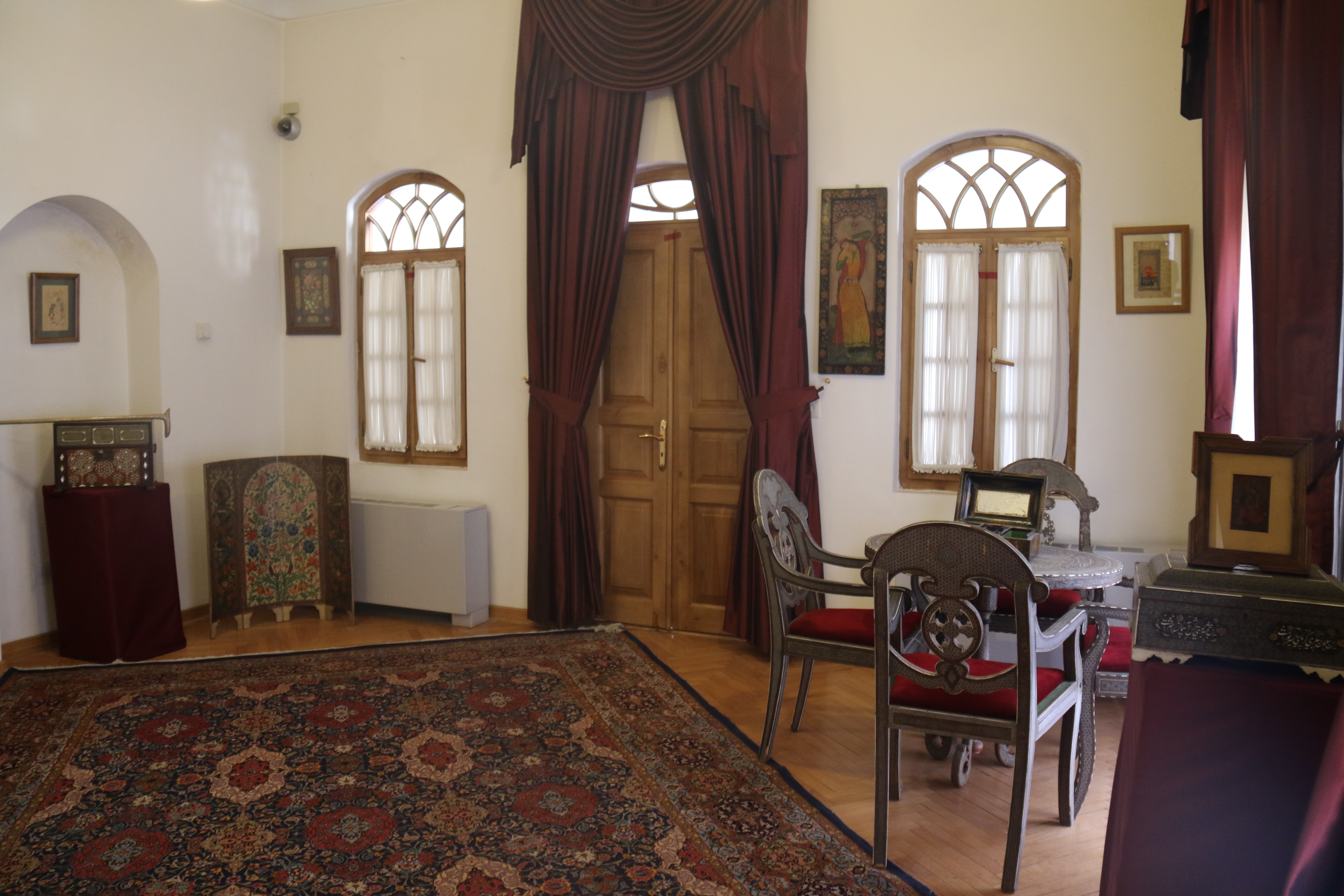
خانهٔ امیرنظام
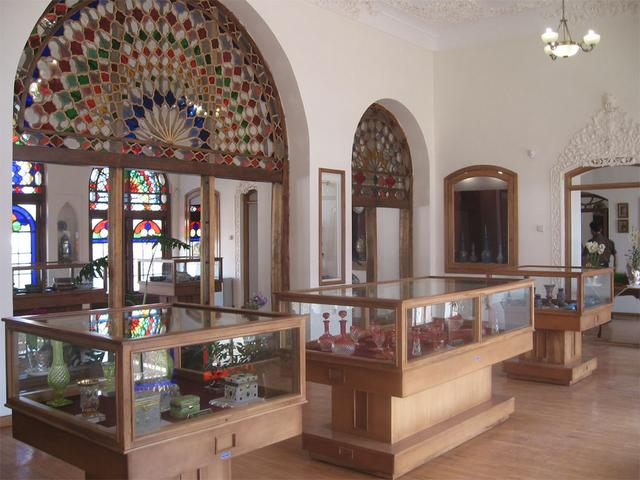
داخل موزه